# Feuerwehrhaus

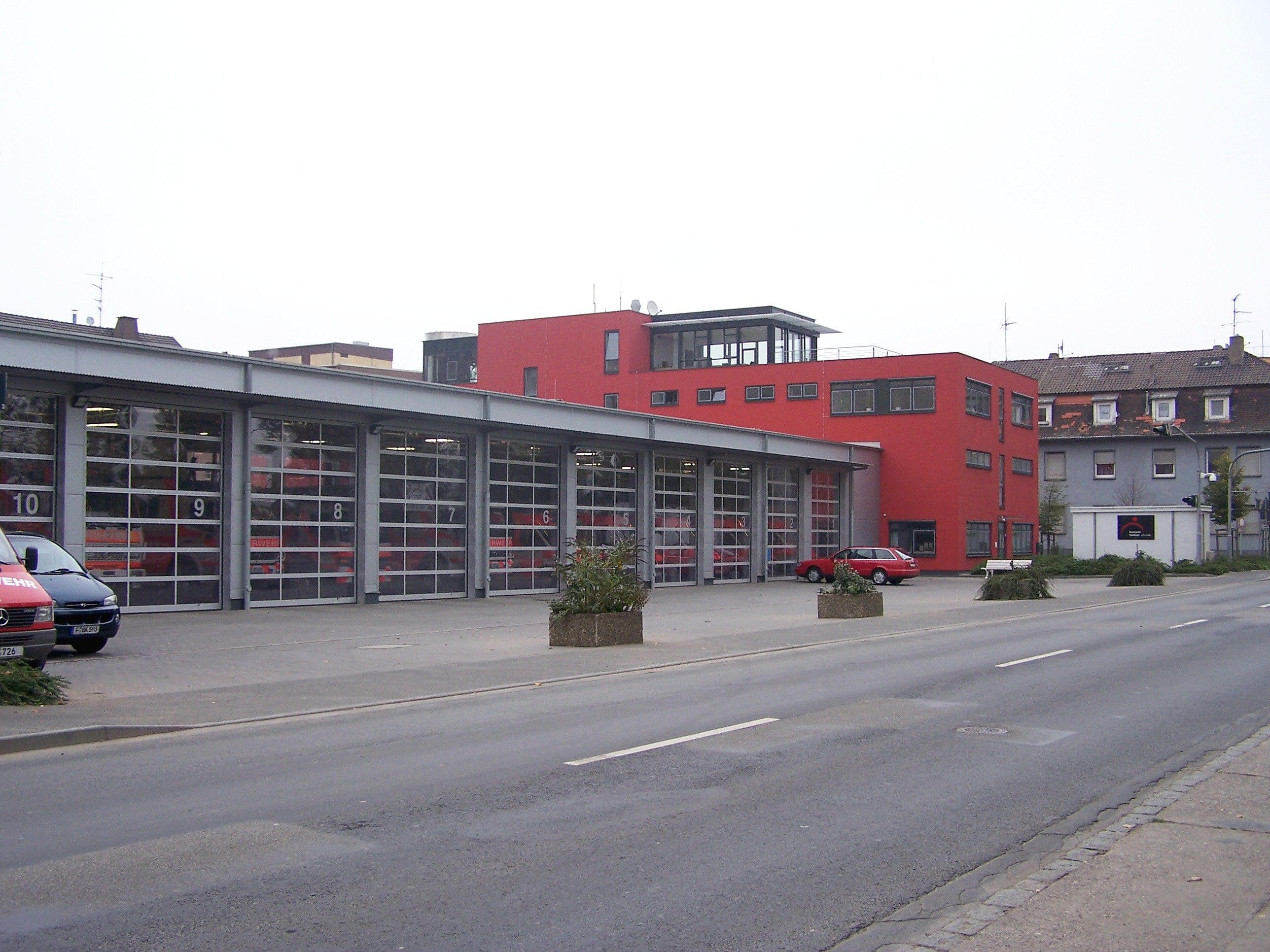
Moderne Feuerwache (Berufsfeuerwehr Frankfurt am Main, Hafenwache)

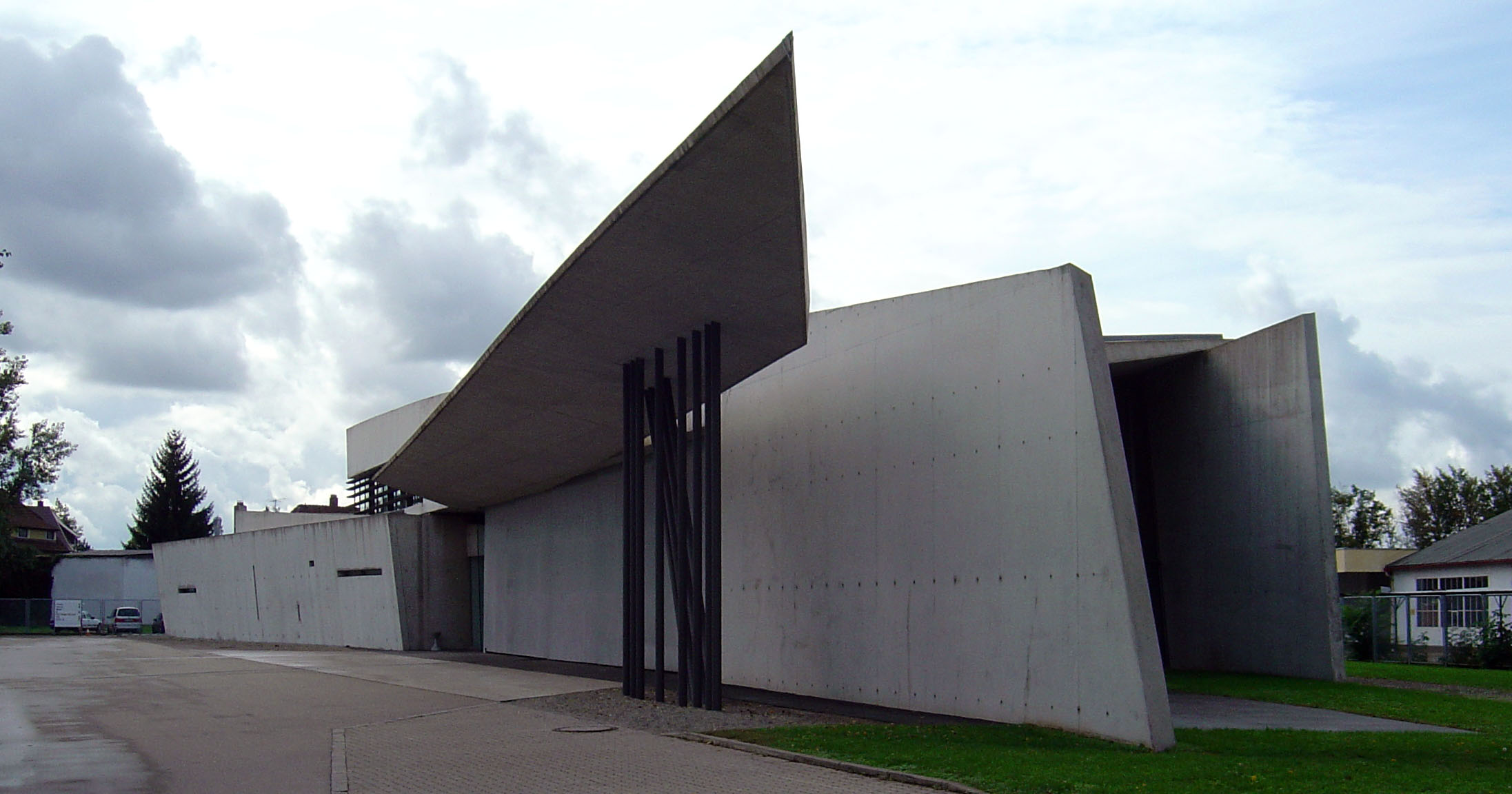
Vitra Feuerwehrhaus: Architektonisch modernes Feuerwehrhaus des Vitra Campus in Weil am Rhein der Architektin Zaha Hadid, wird als solches nicht mehr genutzt

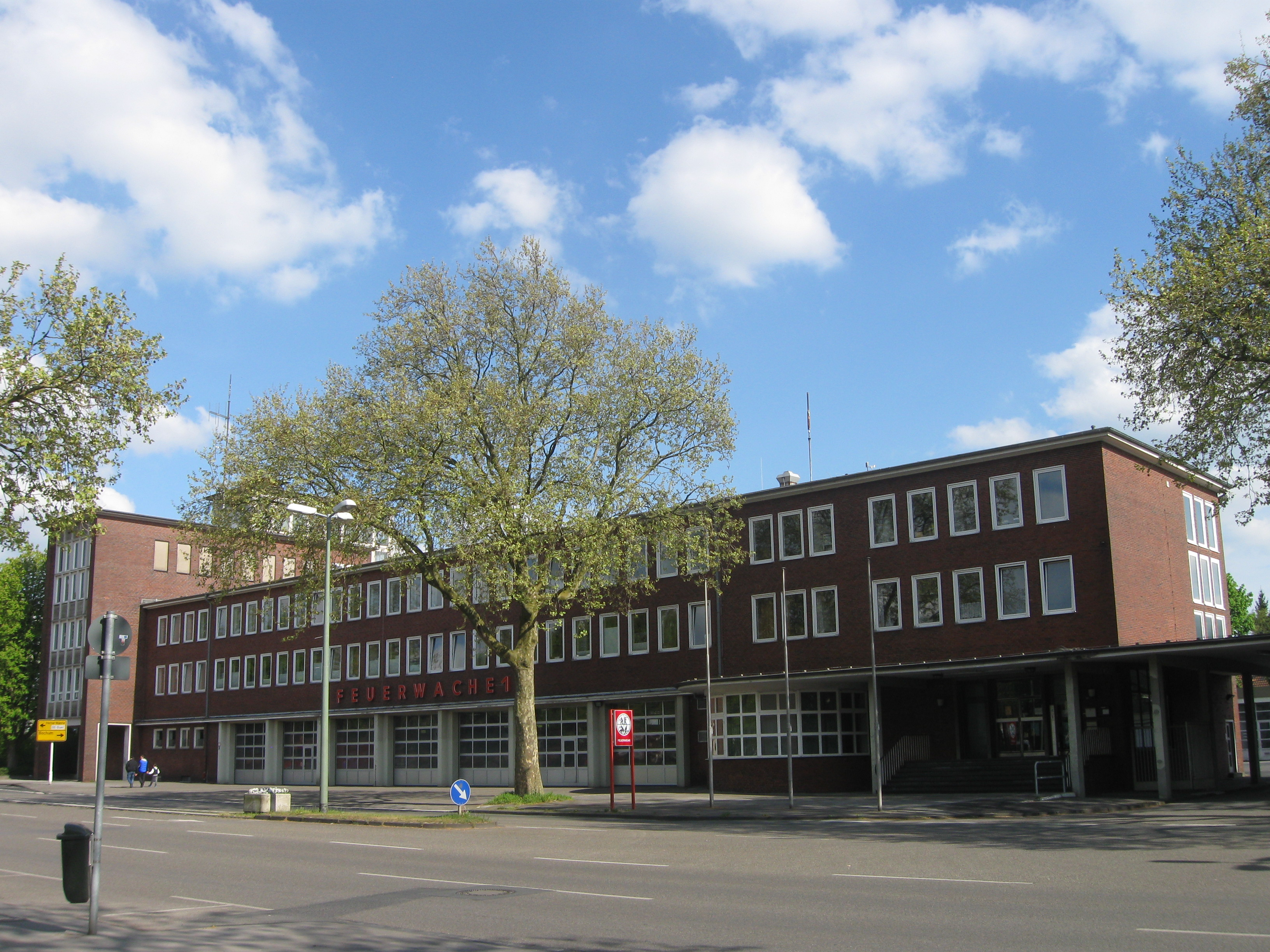
Feuerwache aus den 1950er Jahren (Feuerwehr Gelsenkirchen, Feuerwache 1)

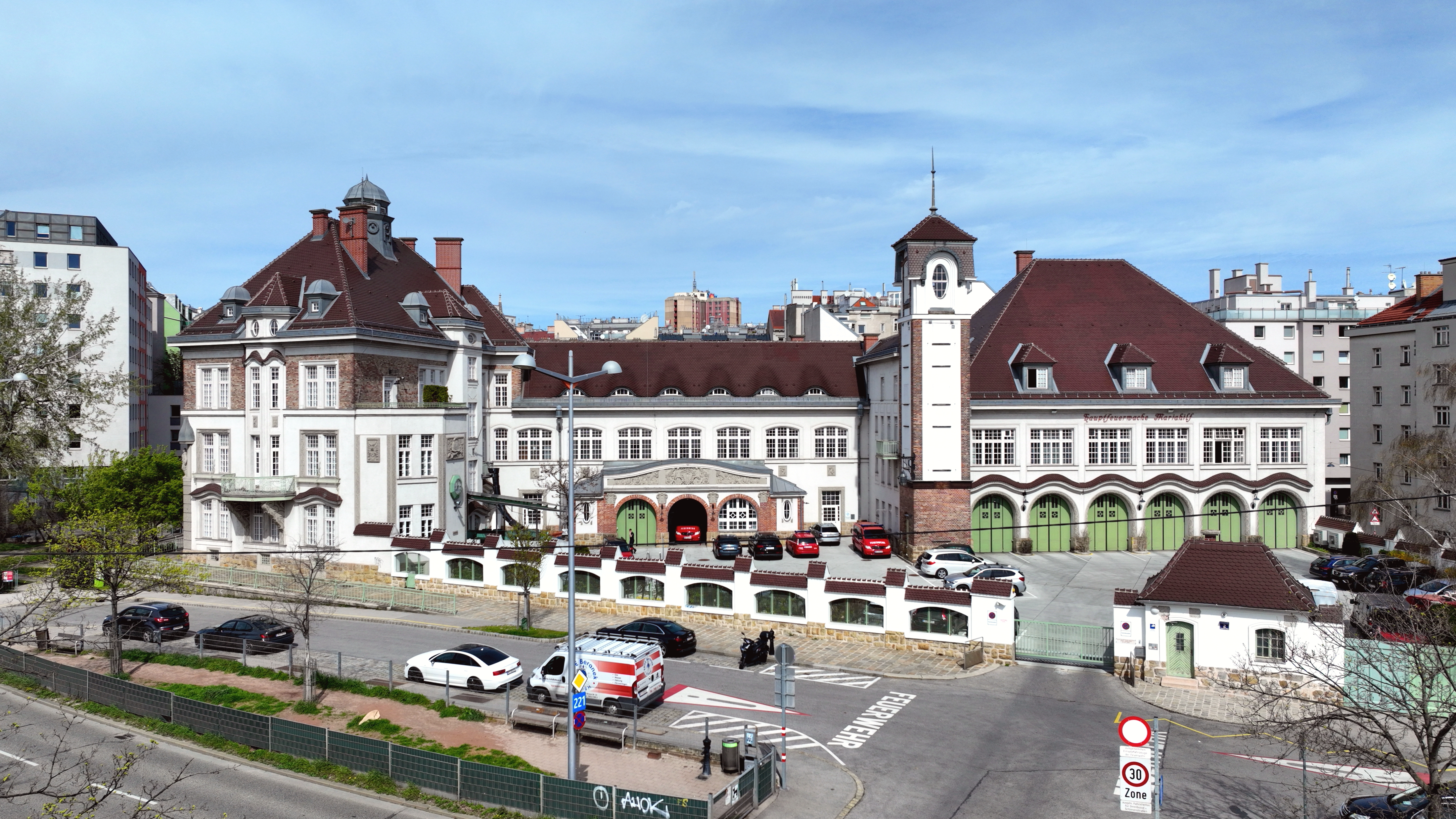
Hauptfeuerwache Mariahilf; errichtet 1914, mit historischem Schlauchturm

Das Feuerwehrhaus, auch Feuerwache, Feuerwehrgerätehaus, -zeughaus, -rüsthaus (Österreich), Brandwache (Schweiz), Feuerwehrhalle (Südtirol), ist die Unterkunft der Feuerwehr in einem Ort. Da heute diese Gebäude nicht nur zur Aufbewahrung von Geräten, sondern auch und im Wesentlichen zur Unterstellung von Fahrzeugen und zur Schulung der Feuerwehrangehörigen dienen, wird in Deutschland offiziell die Bezeichnung Feuerwehrhaus verwendet. Es beherbergt neben den Einsatzfahrzeugen Aufenthalts- und Sanitärräume für die Mannschaft, Verwaltungsbereiche und Werkstätten. Je nach Größe der Feuerwehr wird man alle unten genannten Anlagen oder nur Teile davon vorfinden.
Als Feuerwachen werden in Deutschland fast ausschließlich die Feuerwehrunterkünfte bei den Berufsfeuerwehren (BF) oder Freiwilligen Feuerwehren (FF) mit hauptamtlichen Kräften bezeichnet, da sie ständig besetzt sind, also ständig wachen. In Österreich hat der Begriff Feuerwache eine andere Bedeutung, nämlich eine von der Hauptfeuerwehr abhängige Untereinheit (abgesetzter Zug).
In früherer Zeit waren hierfür auch die Bezeichnungen Spritzenhaus, Magazin oder Feuerwehrremise üblich.

## Aufbau
In Deutschland beschreibt die DIN 14092 alle Anforderungen für Neubauten von Feuerwehrhäusern. In Österreich wird für die Neuerrichtung von Feuerwehrhäusern die Richtlinie RL-FH-01 des ÖBFV angewendet.

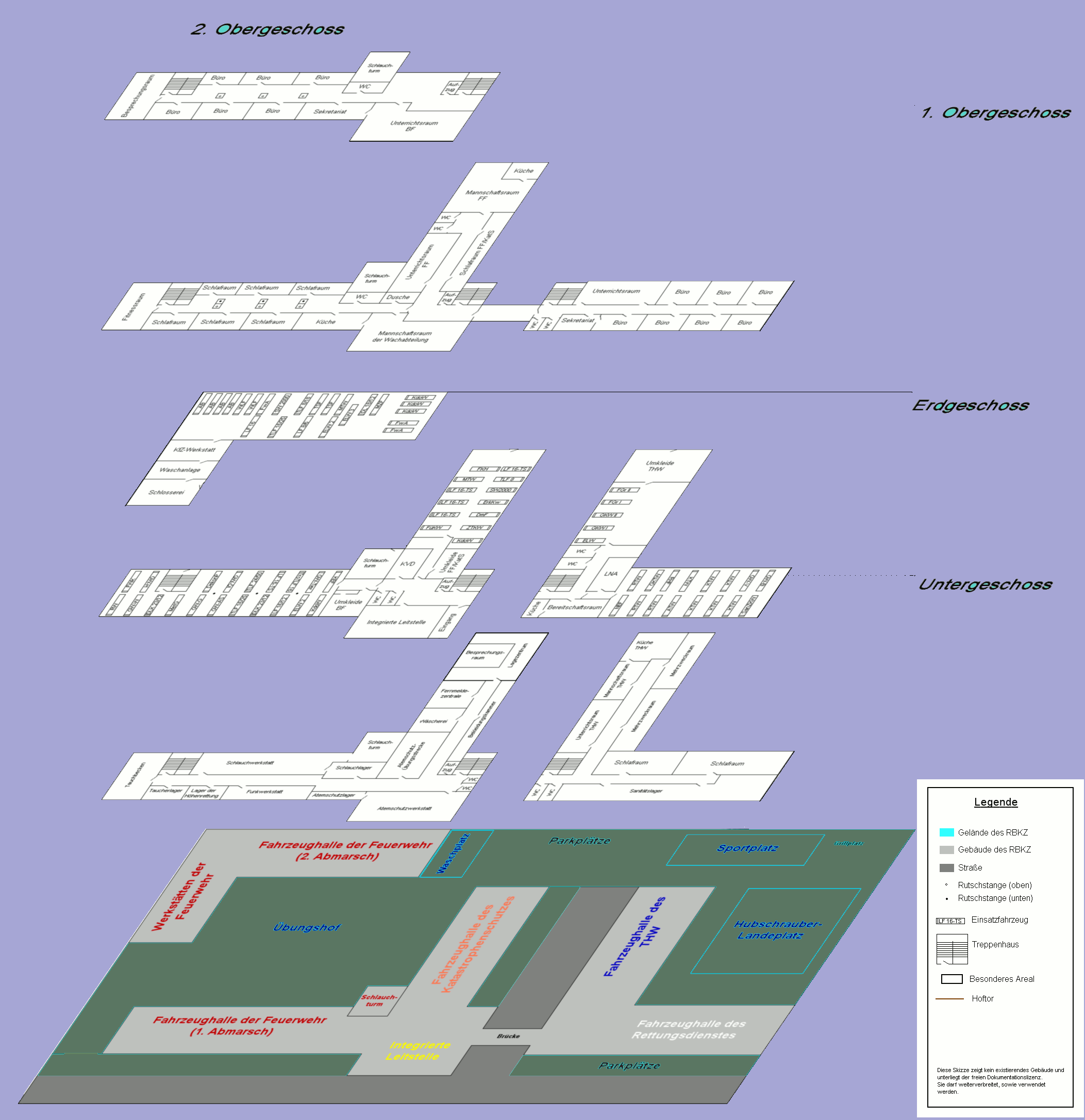
Plan eines modernen Rettungs-, Brand- und Katastrophenschutzzentrums

### Fahrzeughalle

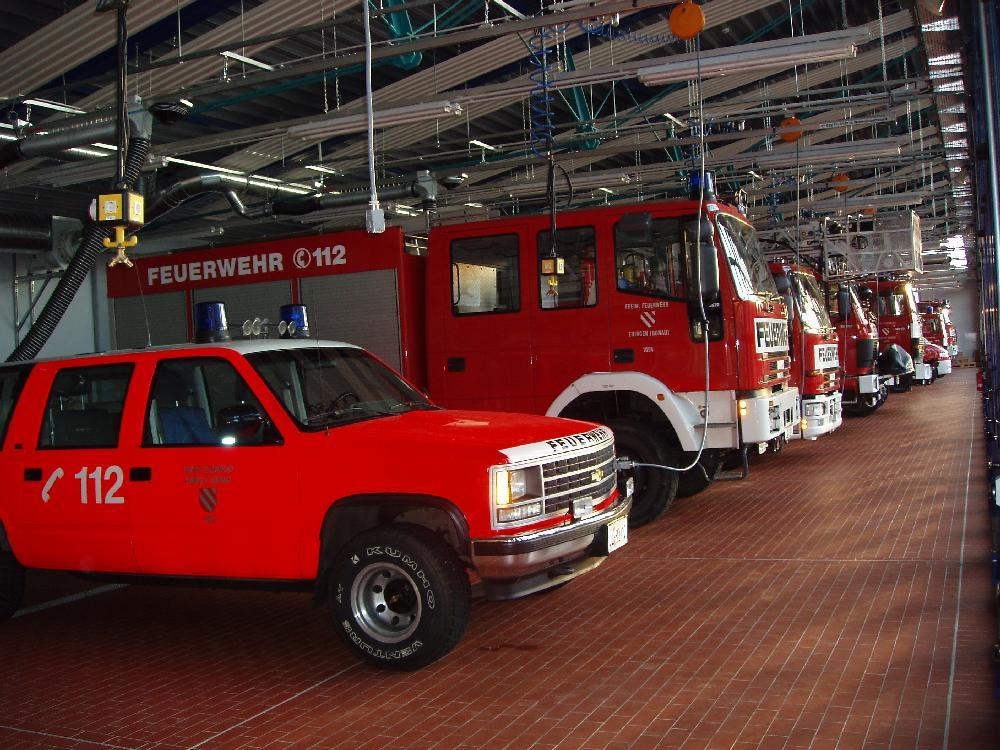
Blick in eine moderne Fahrzeughalle

In der Fahrzeughalle sind die Einsatzfahrzeuge untergebracht. Jedes Fahrzeug hat einen eigenen, fest zugewiesenen Stellplatz, an welchem es auch mit Strom (Batterieladeerhaltung) und ggf. Druckluft (Bremsen beim Lkw) versorgt wird, um schnellstmöglich ausrücken zu können. In allen Feuerwachen sollte eine Absauganlage vorhanden sein. Diese ist allerdings besonders bei Freiwilligen Feuerwehren oft nicht flächendeckend vorhanden.
Im Gegensatz zu amerikanischen Feuerwachen sind in Mitteleuropa in den Wachen der Berufsfeuerwehr eine Vielzahl von Fahrzeugen stationiert.   In Berlin wurde das amerikanische Modell bevorzugt, viele, aber dafür kleinere Feuerwachen im Stadtgebiet zu postieren. In fast allen Ruhrgebietsstädten gibt es wenige, aber dafür große Feuerwachen.
Die Fahrzeughalle ist bei Berufsfeuerwehren mit mehrstöckigen Gebäuden oft durch Rutschstangen mit den Schlafräumen der Wachabteilung verbunden.

### Mannschaftsräume

#### Umkleideräume

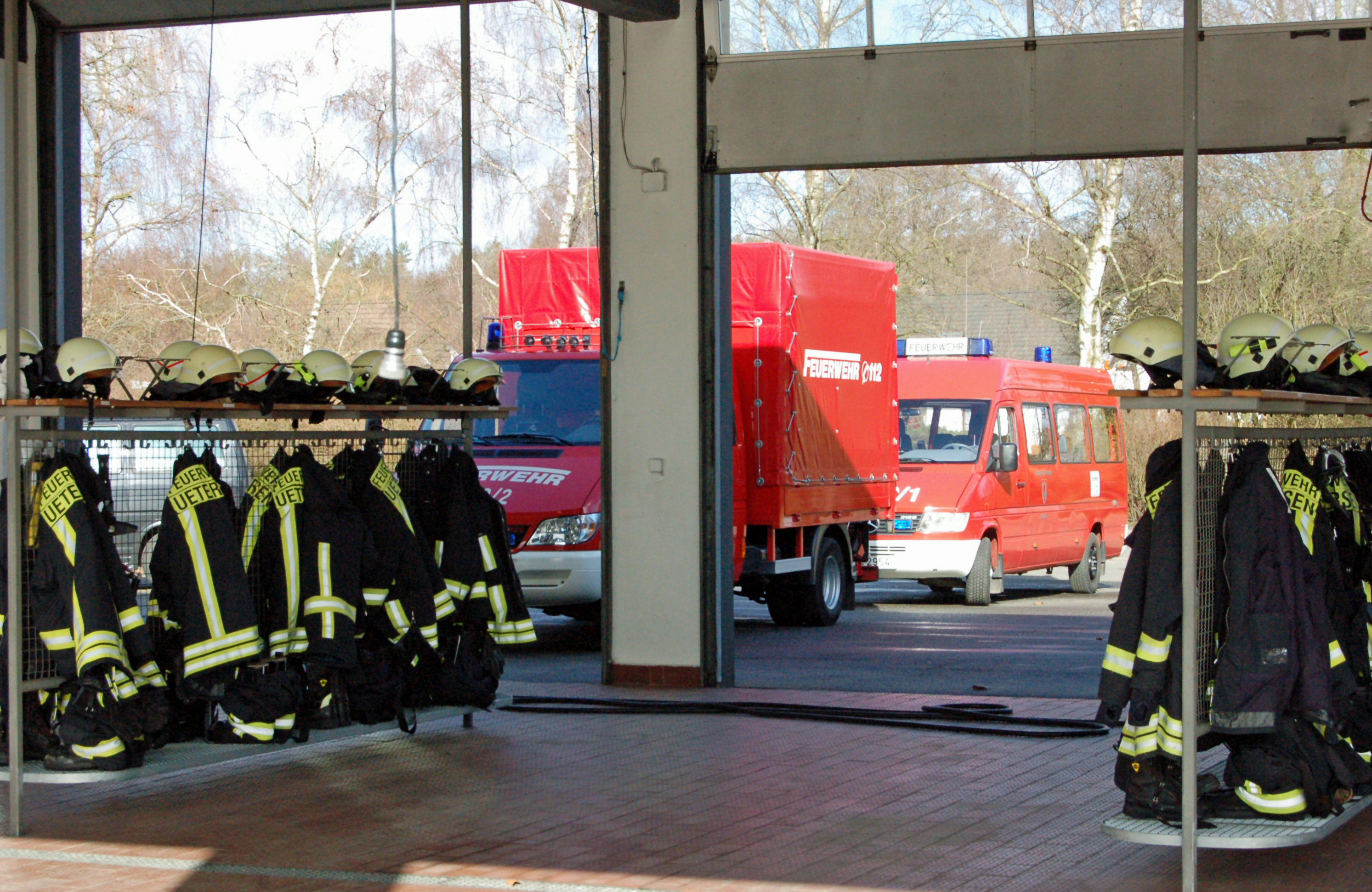
Umkleidegelegenheit in der Fahrzeughalle

In den Umkleideräumen kann die Mannschaft nach einem Einsatz ihre schmutzige Kleidung ablegen, damit sie danach in der Kleiderkammer gereinigt wird. Bei Freiwilligen Feuerwehren ist die Einsatzkleidung in Spinden in der Umkleide oder an Haken in der Fahrzeughalle untergebracht und wird dort vor einem Einsatz angelegt.

##### Situation bei Freiwilligen Feuerwehren
Die Umkleideräume befinden sich in der Regel auch in unmittelbarer Nähe zur Fahrzeughalle oder (besonders bei älteren und kleineren Feuerwehrhäusern) eben in der Fahrzeughalle. Die in ziviler Kleidung ankommenden Feuerwehrangehörigen ziehen sich um und besetzen die Fahrzeuge. Nach dem Einsatz wird die Kleidung dann wieder getauscht. In modernen Feuerwachen gibt es oftmals Räume, die nur mit „sauberer“ Kleidung betreten werden, und solche, die mit der schmutzigen Einsatzkleidung betreten werden. Idealerweise hat der Umkleidebereich einen direkten Übergang, den man dann „unbekleidet“ zurücklegt und wo auch oft Duschen vorhanden sind. Diese Trennung soll eine Verschleppung von Schmutz verhindern. In Deutschland wird das auch als „Schwarz-Weiß-Trennung“ bezeichnet.

##### Situation bei hauptamtlichen Feuerwehren
In der Regel tragen die Beschäftigten bereits Dienstkleidung, und die Fahrzeuge sind fest zugeteilt. Der Rest der Einsatzbekleidung steht in unmittelbarer Nähe zum jeweiligen Fahrzeug und wird bei Alarmierung schnell angezogen. Um eine Verschleppung der Verschmutzung nach einem Einsatz zu verhindern, gibt es oftmals auch bei diesen Wachen einen „Schwarz-Weiß“-Umkleidebereich.

#### Aufenthalts- und Ruheräume für die Wachabteilung
Da hauptamtliche besetzte Feuerwehren, Berufs- und Werkfeuerwehren ständig ausrückbereit sein müssen, befindet sich eine Wachabteilung in ständiger Alarmbereitschaft. Während der normalen Arbeitszeit verrichten die Beschäftigten Wartungs- und Instandsetzungsarbeiten sowie andere anfallende Tätigkeiten auf der Feuerwache. Nach dieser Arbeitszeit befinden sie sich in der sogenannten Bereitschaftszeit. Zu diesem Zweck müssen Aufenthalts- und Ruheräume zur Verfügung stehen. In den Aufenthaltsräumen können sich die Feuerwehrangehörigen aufhalten und Freizeitbeschäftigungen nachgehen. Oft stehen Fitnessräume und weitere Sportgeräte zur Benutzung zur Verfügung. Auch eine Küche und Speiseräume sind vorhanden. Für die Nachtruhe haben die Einsatzkräfte Ruheräume mit Betten, in denen sie während der Bereitschaftszeit ruhen können. Diese Zimmer sind meist für zwei oder mehr Feuerwehrleute eingerichtet. Im Alarmfall erreichen die Feuerwehrkräfte innerhalb weniger Sekunden die Fahrzeughalle und rüsten sich dort einsatzbereit aus.

#### Zimmer des Wachabteilungsführers
Bei größeren Feuerwehren ist ein Wachabteilungsführer ständig anwesend, der meist ein über eigene Räumlichkeiten verfügt.

### Leitstelle
Eine Leitstelle oder Kommandozentrale dient zur Koordinierung von Einsätzen. Notrufe werden hier entgegengenommen, ausgewertet und weitergeleitet. Dazu beherbergt die Leitstelle verschiedene Funkgeräte, Telefonanlagen, Alarmsysteme und PCs. Bei einem Stromausfall bleibt die Leitzentrale dank eines Notstromgenerators oder einer anderen Notstromversorgung für Stunden voll funktionsfähig. Sollte die Leitstelle dennoch ausfallen, kann ggf. auf einen Einsatzleitwagen (ELW) ausgewichen werden, der mit entsprechenden Funkgeräten und Einsatzliteratur ausgestattet ist. An größeren Einsatzstellen wird der ELW bereits als ausgelagerte Leitstelle eingesetzt. Während die Leitstelle bei Berufsfeuerwehren oder großen Freiwilligen Feuerwehren rund um die Uhr besetzt ist, ist sie bei den übrigen Freiwilligen Feuerwehren nur während der Einsätze und zu Übungszwecken besetzt. Deshalb werden zu diesen Feuerwehrhäusern auch keine Notrufe durchgestellt.

### Atemschutzwerkstatt

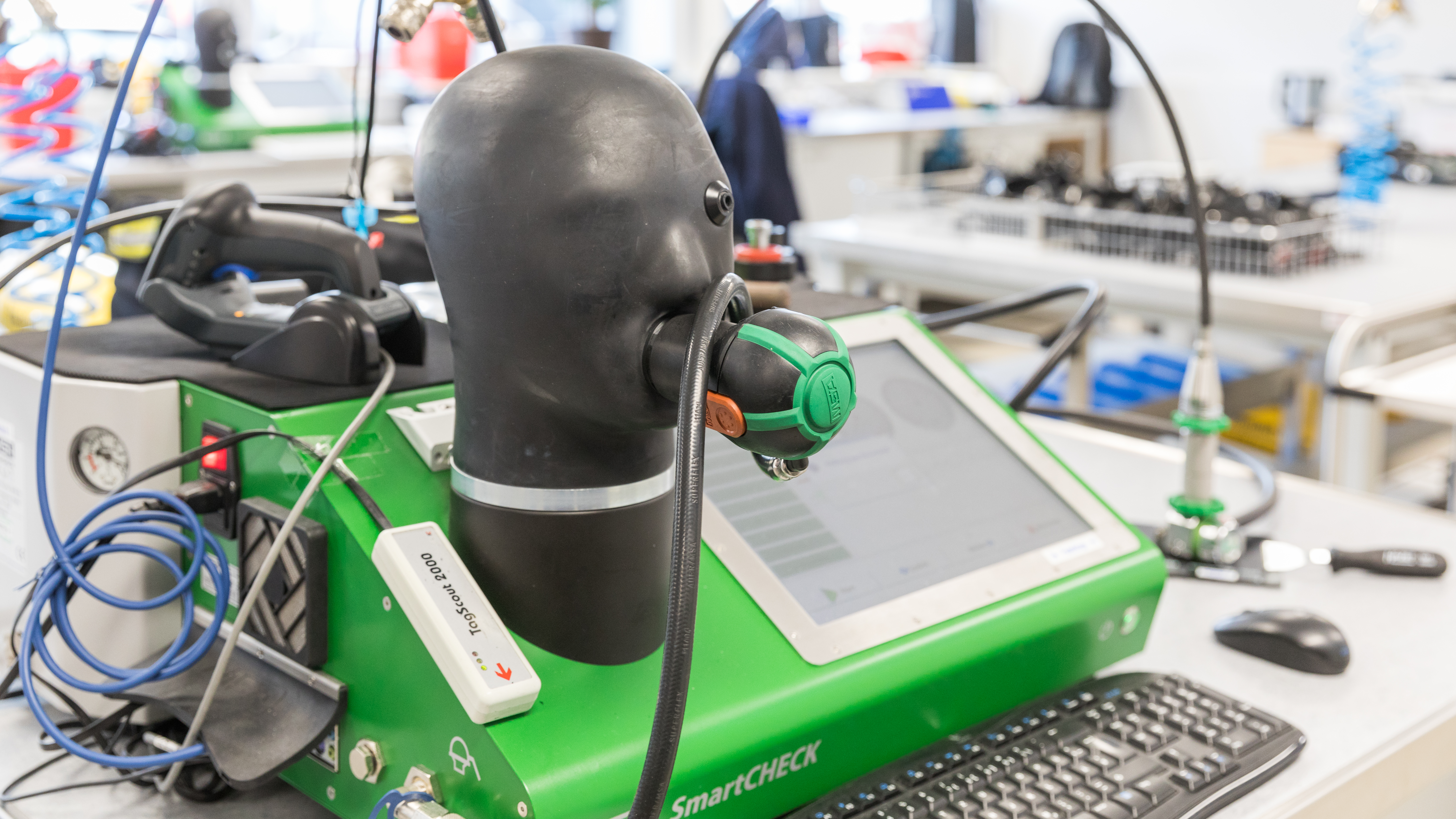
Prüfung von Atemschutzmasken im Feuerwehrzentrum Kalk der Feuerwehr Köln

In der Atemschutzwerkstatt werden alle Atemschutzgeräte (Atemschutzmasken, Atemluftflaschen, Filter und Fluchthauben) verwaltet, geprüft, gewartet und instand gesetzt. Für die Atemluftflaschen steht ein Kompressor mit entsprechender Luftleistung bereit, an dessen Füllleiste je nach Modell mehrere Flaschen gleichzeitig mit gefilterter Luft neu befüllt werden können. Zur Reinigung und Desinfektion stehen spezielle Anlagen mit Waschmaschine, einer Desinfektionsanlage und einem Trockenschrank zur Verfügung. Das Prüfen der Atemschutzgeräte und Masken erfolgt an Prüfständen, die teilweise PC-unterstützt sind und teilweise automatisch prüfen. Die Wartung der Gerätschaften führen Atemschutzgerätewarte durch. Ebenso werden in der Atemschutzwerkstatt Chemikalienschutzanzüge und Tauchgeräte der Feuerwehr-Taucher gewartet und geprüft.

### Kleiderkammer

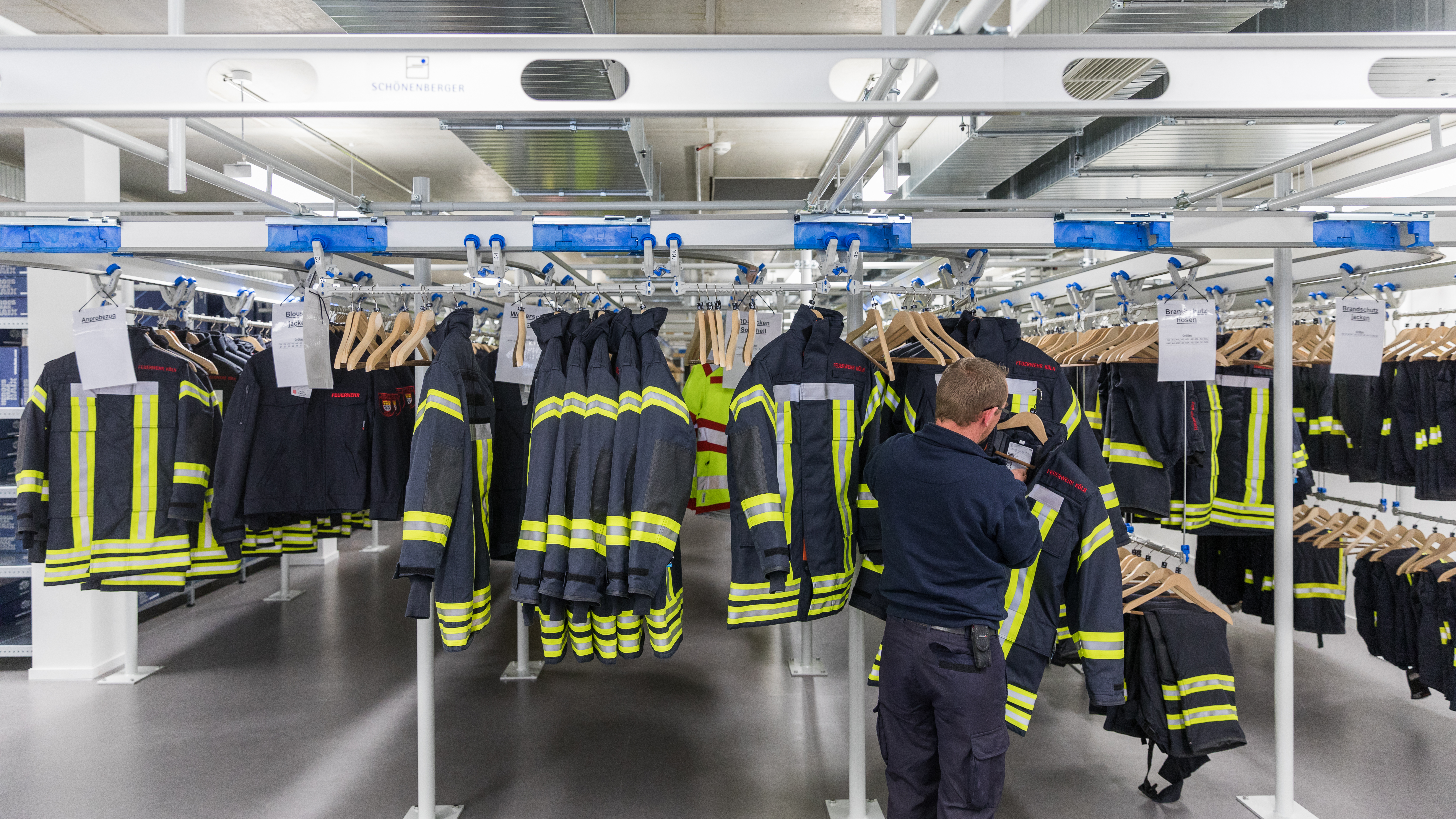
Kleiderkammer im Feuerwehrzentrum Kalk der Feuerwehr Köln

Die Kleiderkammer verwaltet die Einsatzkleidung. Bei Bedarf sorgt sie dafür, dass Kleidung gereinigt oder repariert wird. Ebenso lagert sie neue Bekleidung für Einsatzkräfte, die als Ersatz oder bei Neueinkleidungen von hier ausgegeben wird.

### Schlauchwerkstatt
In der Schlauchwerkstatt werden die Schläuche nach einem Einsatz gewaschen, getrocknet, repariert und geprüft. Auch Kleinlöschgeräte wie Kübelspritzen und Feuerlöscher werden hier evtl. geprüft und repariert.

#### Schlauchwäsche

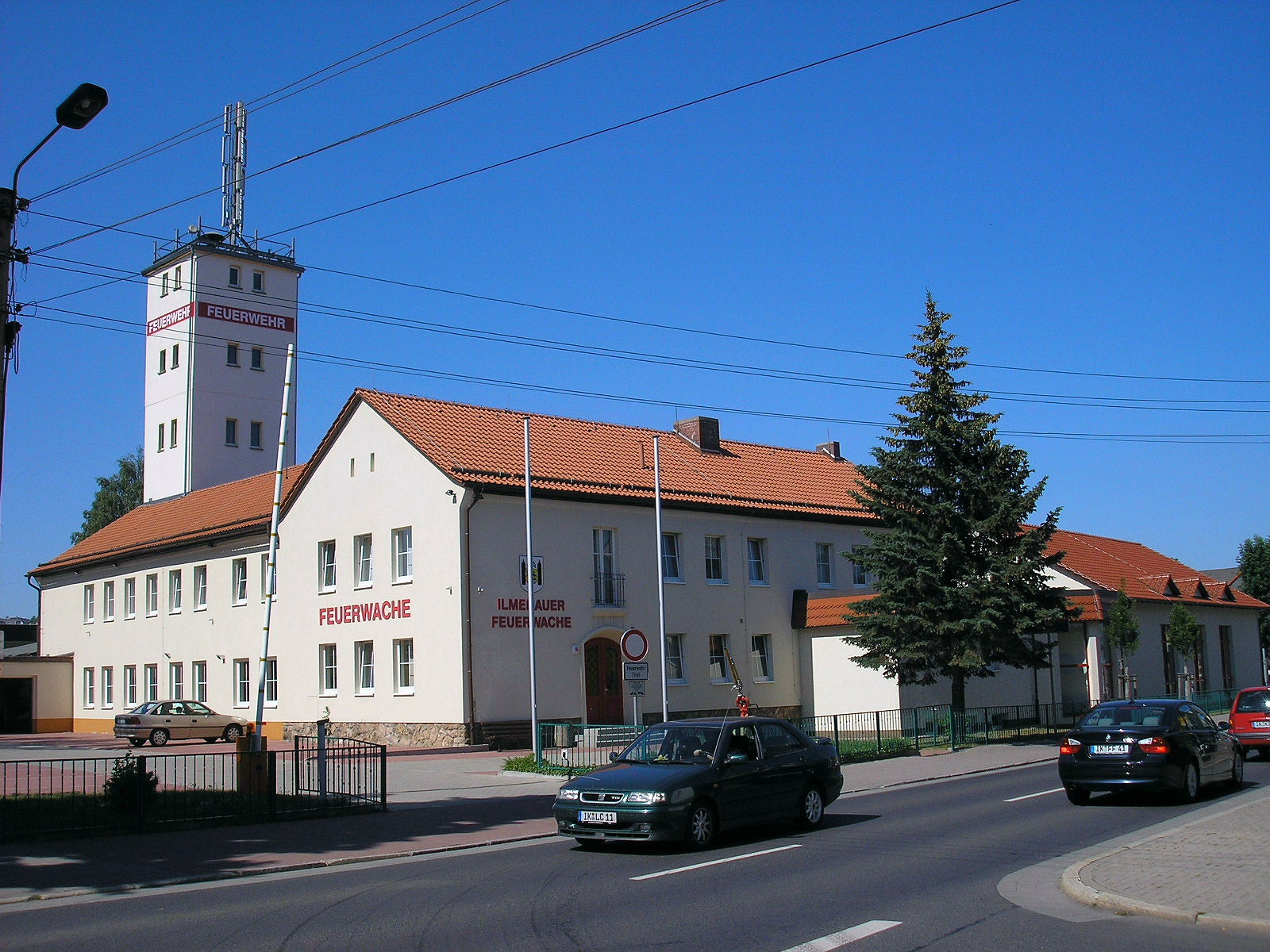
Das Feuerwehrhaus mit Schlauchturm in Ilmenau

Die Schläuche werden vor dem Reinigen mit Wasser befüllt, um Beschädigungen festzustellen. Die Prüfdrücke sind für die Schlauchgrößen (A-, B-, C-, D-Schläuche) verschieden. Die Schläuche werden in einem Behälter im Wasserbad vorbehandelt und dann durch eine Schlauchwaschmaschine gereinigt.

#### Schlauchturm (Trocknung)
Nach der Wäsche werden die Schläuche in einem Schlauchturm zum Trocknen aufgehängt. Darüber hinaus kann der Turm auch für Anleiter- und Abseilübungen genutzt werden. Bei Atemschutzübungen kann der Turm zur Simulation eines Treppenhauses in einem Hochhaus verwendet werden. Bei Neubauten von Feuerwehrhäusern wird heute oft aus Kostengründen auf den Schlauchturm verzichtet. Zum Schlauchtrocknen wird stattdessen ein Schlauchtrockenschrank verwendet. Möglich ist auch ein waagrechtes Auflegen auf Halterungen an einer freien Wand, was zwar die billigste Lösung, aber nicht so effektiv ist.
Inzwischen wird in Deutschland gemäß DIN 14092 Teil 3 der Turm als Feuerwehrübungsturm bezeichnet, da er neben der Schlauchtrocknung auch anderen Zwecken dient.

#### Schlauchlager
Nach der Trocknung werden die Schläuche von innen mit Talkumersatz bestäubt, zusammengerollt und nach Größe sortiert im Schlauchlager in Regalen gelagert. Von dort aus werden sie bei Bedarf wieder auf die Einsatzfahrzeuge verteilt.

### Funkwerkstatt
In der Funkwerkstatt werden alle im Feuerwehrdienst verwendeten Funkgeräte (2-m- und 4-m-Band oder Tetra-Digitalfunk) und Funkmeldeempfänger überprüft und gewartet.

### Besprechungszimmer (Stab)
Im Besprechungszimmer hat ein kompletter Krisenstab Platz. Bei Großschadenslagen wird hier die Einsatzleitung eingerichtet. Es stehen mehrere Telefone mit eigener Rufnummer zur Verfügung. Hier sind Kartenmaterial, Informationen über alle Einsatzfahrzeuge sowie eine große Tafel vorhanden, um die Koordination der Einsatzkräfte durchzuführen.

### Schulungsräume
In den Schulungsräumen werden die Feuerwehrkräfte aus- und fortgebildet. Dazu wird auf zahlreiche technische Geräte zurückgegriffen. Die Bänke sind üblicherweise so angeordnet, dass ein offener Meinungsaustausch zwischen den Feuerwehrleuten bei einer angenehmen Atmosphäre ungehindert stattfinden kann.

### Atemschutzübungsanlage

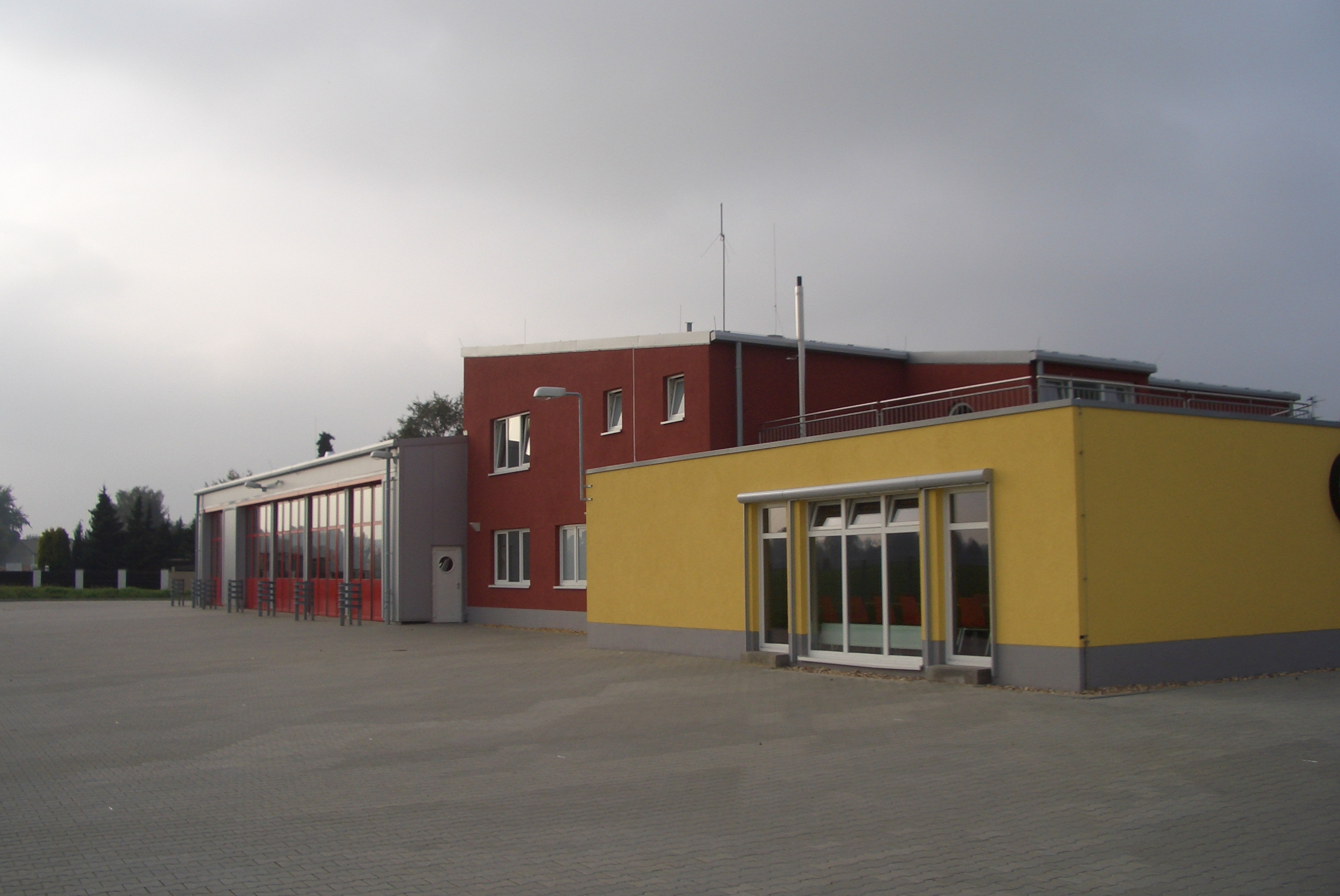
Ein Feuerwehrhaus der FF Willich

Die Atemschutzübungsanlage (auch Atemschutzstrecke genannt) dient insbesondere der jährlich zu wiederholenden Belastungsübungen und der Ausbildung von Atemschutzgeräteträgern. Im Vorraum sind meist eine Endlosleiter, ein Laufband und eine Hammerschlaganlage bzw. Oberarmergometer vorhanden, an denen unter Atemschutz die Anstrengung während eines Einsatzes simuliert wird. Ziel der Übung ist, die körperliche Leistungsfähigkeit und den Umgang mit dem Atemschutzgerät zu überprüfen. Es können auch Einsatzübungen in der Atemschutzübungsanlage durchgeführt werden. In den Anlagen können Rauch, Hitze, Lärm, Dunkelheit und Flackerlicht kontrolliert erzeugt werden, um verschiedene Szenarien darzustellen. Die Übung wird in einem verdunkelten und teilweise auch vernebelten Raum durchgeführt. Die Atemschutzgeräteträger müssen sich in einem Käfigsystem zurechtfinden und verschiedene Hindernisse, wie zum Beispiel Durchstiege, Röhren, Luken, Rutschen oder Treppen, bewältigen. Neue Anlagen werden von Wärmebild- oder Infrarotkameras überwacht.
Atemschutzübungsanlagen finden sich – insbesondere im ländlichen Raum – auch unabhängig von Feuerwehrhäusern als überörtliche Einrichtungen. Sie können auch als mobile Übungsanlage in einem Lkw untergebracht sein.

### Fitnessraum
Inzwischen statten sich immer mehr Feuerwehren mit Fitnessräumen aus, damit die körperliche Leistungsfähigkeit optimiert werden kann. Im Rahmen des Feuerwehrsports werden diese Räume neben Sportplätzen und Sporthallen genutzt.

### Verwaltungsräume
Gerade bei Berufsfeuerwehren, aber auch bei einigen Freiwilligen Feuerwehren ist ein Verwaltungstrakt unerlässlich. Hier befinden sich die verschiedenen Abteilungen (z. B. Personalverwaltung, Abrechnungswesen, Abteilung Technik, Vorbeugender Brandschutz). In den Büroräumen werden die Daten von Feuerwehrleuten, Feuerwehrfahrzeugen und Geräten verwaltet, Neuanschaffungen beschlossen und Vorstellungsgespräche geführt. Oft sind auch Behörden, die mit dem Brandschutz befasst sind, im Feuerwehrhaus beheimatet. Bei zentralen Feuerwehrhäusern sind auch Verwaltungsräume übergeordneter Strukturen angeordnet.

### Küche
Die Wachabteilungen versorgen sich selbstständig mit Lebensmitteln, so gehört auch eine Küche zu ihrem Bereich.

### Kfz-Werkstatt

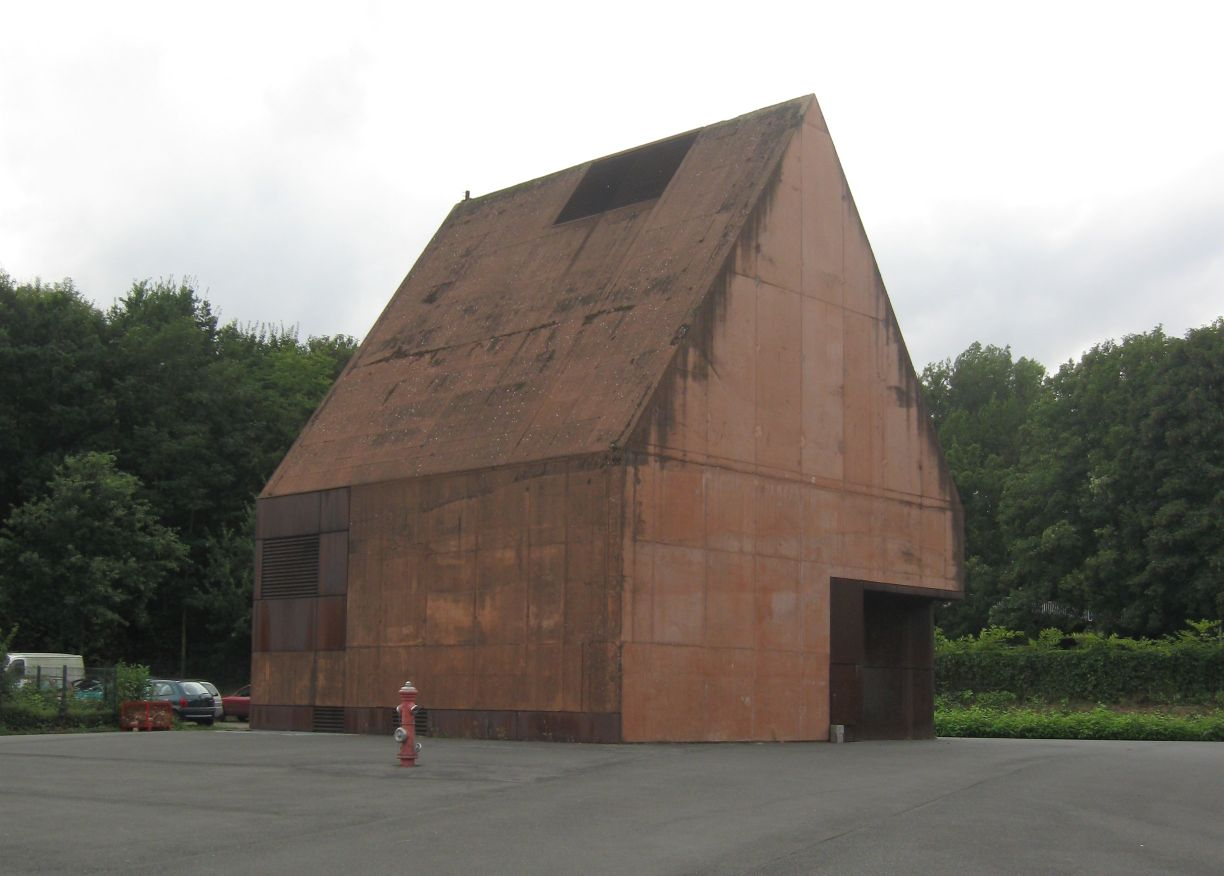
Brandhaus auf dem Übungshof der Feuerwehr Gelsenkirchen

In der Kfz-Werkstatt werden, je nach Größe der Feuerwehr, Reparaturen und Wartungsarbeiten aller Art an den Feuerwehrfahrzeugen und den Geräten vorgenommen.
Tankanlage
Insbesondere bei Berufsfeuerwehren werden an der Tankstelle die Einsatzfahrzeuge mit Betriebsstoffen wie Diesel und Benzin versorgt. Ebenso werden hier die Kraftstoffe für Kleingeräte, wie Motorkettensägen und Stromerzeuger, vorgehalten. Allerdings geht der Trend dazu, die kostenintensiven eigenen Tankstellen aufzugeben und die Fahrzeuge an Vertragstankstellen aufzutanken.

### Übungsbereich
Auf dem Hof finden praktische Übungen und Ausbildungen statt. Dazu sind hier sowohl Unterflur-, als auch Überflurhydranten vorhanden. Außerdem steht Platz zur Verfügung, um Brände oder Verkehrsunfälle zu demonstrieren. An Tagen der offenen Tür kann hier den Zuschauern die Arbeit der Feuerwehr vorgeführt werden. Wie bei der Fahrzeughalle steht auf dem Hof üblicherweise jedem Fahrzeug ein eigener Stellplatz zur Verfügung, der auch hier ein schnelles und sicheres Ausrücken ermöglichen soll. Auf dem Gelände von Berufsfeuerwehren können auch Übungshäuser stehen.

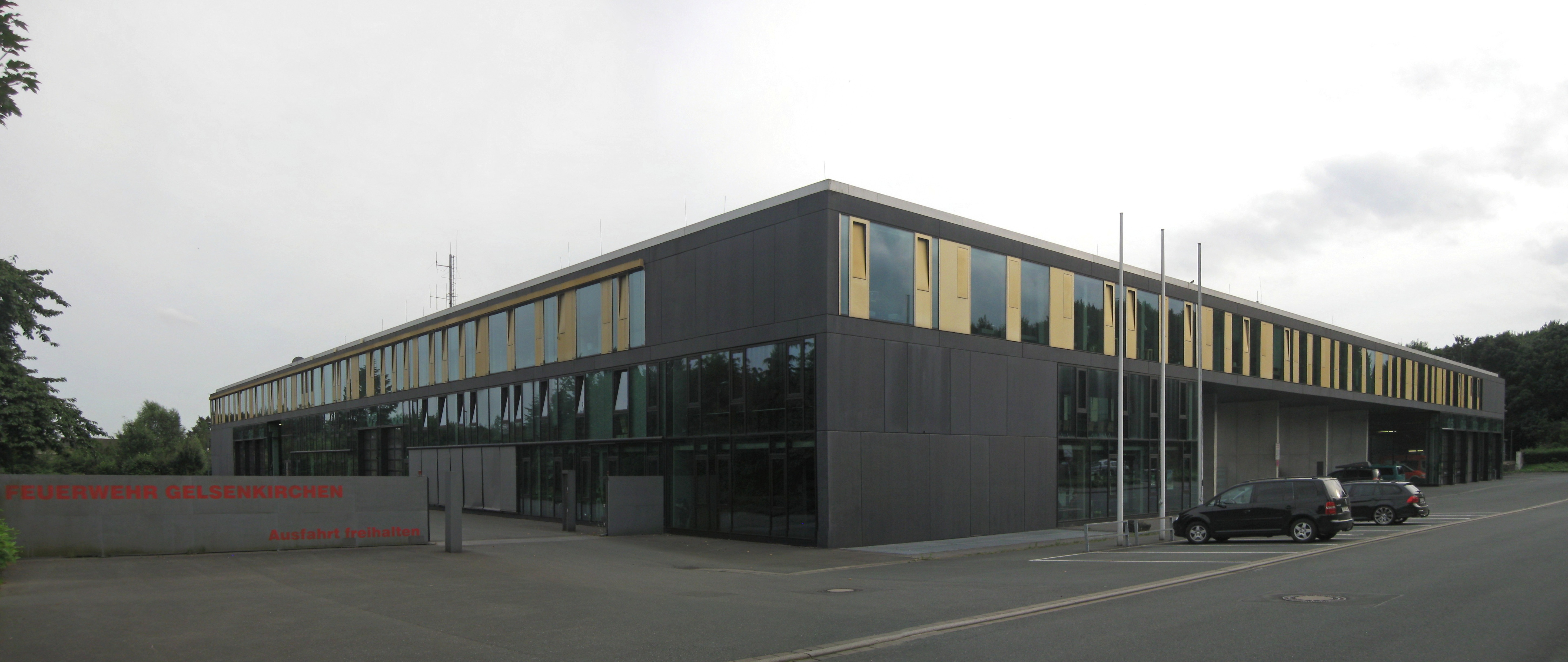
Zentrale Feuer- und Rettungswache (ZFRW 2) in Gelsenkirchen

### Räume für die Jugendfeuerwehr
In vielen Feuerwehrhäuser stehen Umkleideräume mit Spinden sowie Aufenthalts- und Gruppenräume für die Jugendfeuerwehr bzw. Kinderfeuerwehr zur Verfügung. Hier treffen sich die Jugendlichen bzw. Kinder zu ihren Übungen und weiteren Terminen.

## Kombination mit anderen kommunalen Einrichtungen
Da das Feuerwehrhaus sich im Besitz der jeweiligen Kommune befindet, wird es gelegentlich mit anderen kommunalen Räumlichkeiten kombiniert. Beispielsweise können angrenzend gemeindeeigene Wohnungen errichtet werden, die Feuerwehrangehörigen zur Verfügung gestellt werden können. Eine weitere Möglichkeit ist die Gestaltung als Sicherheitszentrum, in dem neben der Feuerwehr auch der Rettungsdienst oder die Polizei untergebracht ist. In größeren Städten trifft man häufig auch ein Brand-, Zivil-, Katastrophenschutz- und Rettungsdienstzentrum an. In kleineren Ortschaften wird gelegentlich das Feuerwehrhaus mit dem Bauhof verbunden. Grund hierfür ist, dass beide Gebäude durch die Gemeinde unterhalten werden und ausreichend Platz für große Fahrzeuge bieten müssen. Vereinzelt ist das Feuerwehrhaus mit dem Gemeindeamt im Gemeindehaus untergebracht. In Österreich wird es auch als Teil eines Sicherheitszentrums geführt.

## Geschichte
Die ersten Verordnungen hinsichtlich der Errichtung von Spritzenhäusern erfolgten Anfang des 19. Jahrhunderts. Beispielsweise erließ die herzoglich-nassauische Regierung im November 1826 eine diesbezügliche Verordnung für ihr Herrschaftsgebiet. Mit dieser Regelung wurden auch die Anschaffungen von Feuerspritzen gefördert.

## Bilder

Historische Feuerwehrgebäude
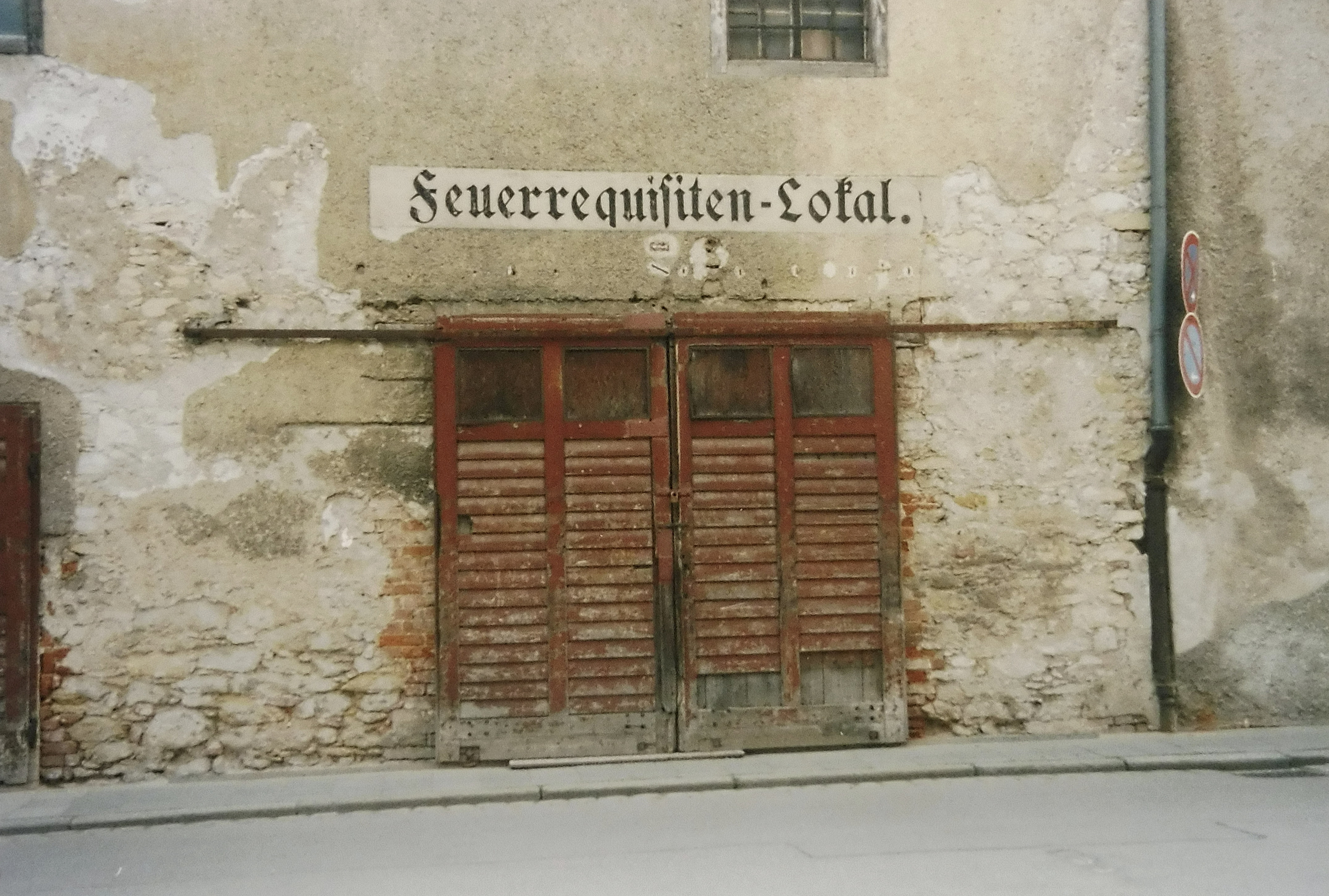
Ehemaliges Feuerrequisiten-Lokal in Regensburg-Stadtamhof
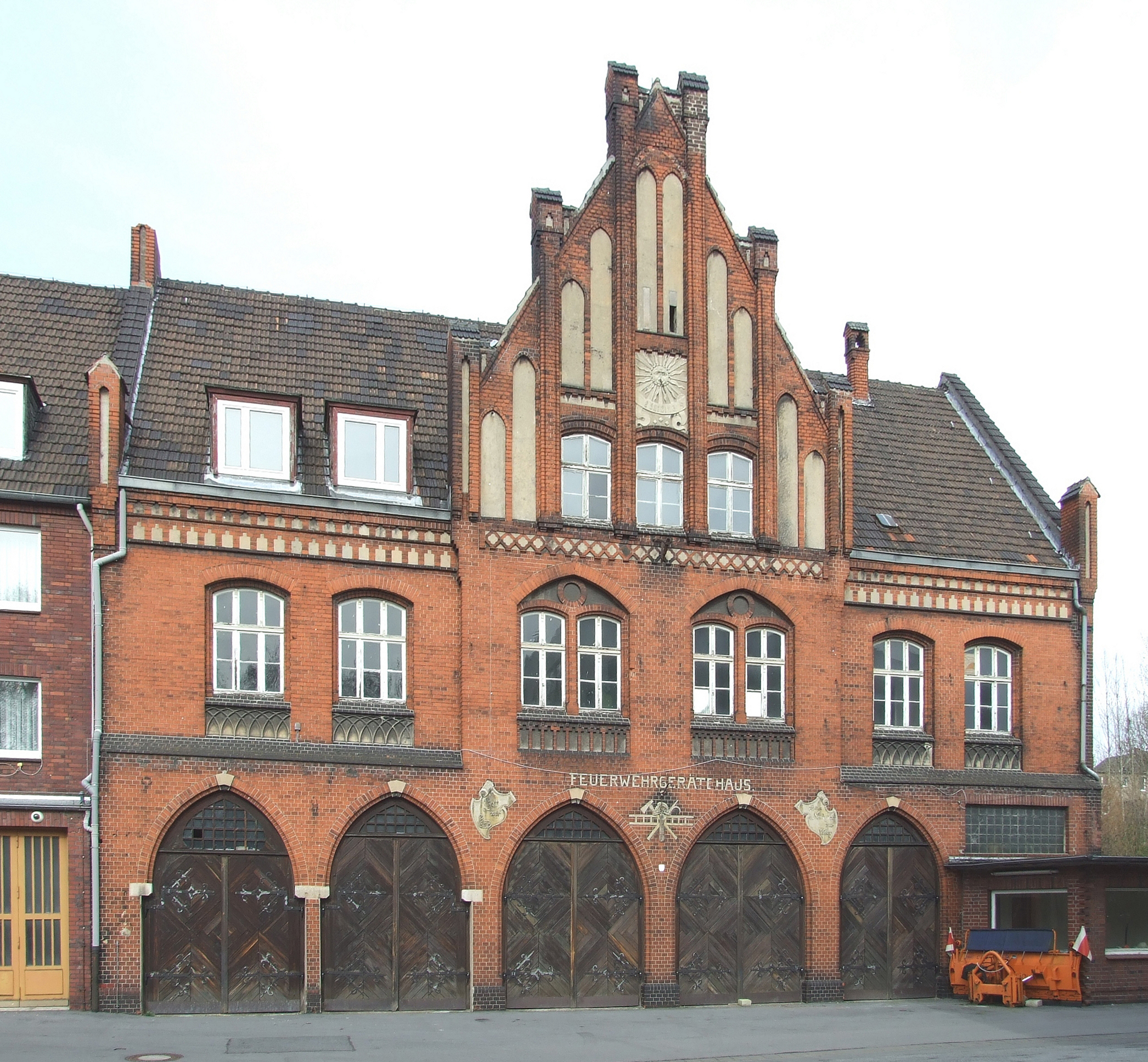
Historische Feuerwehrwache in Herne
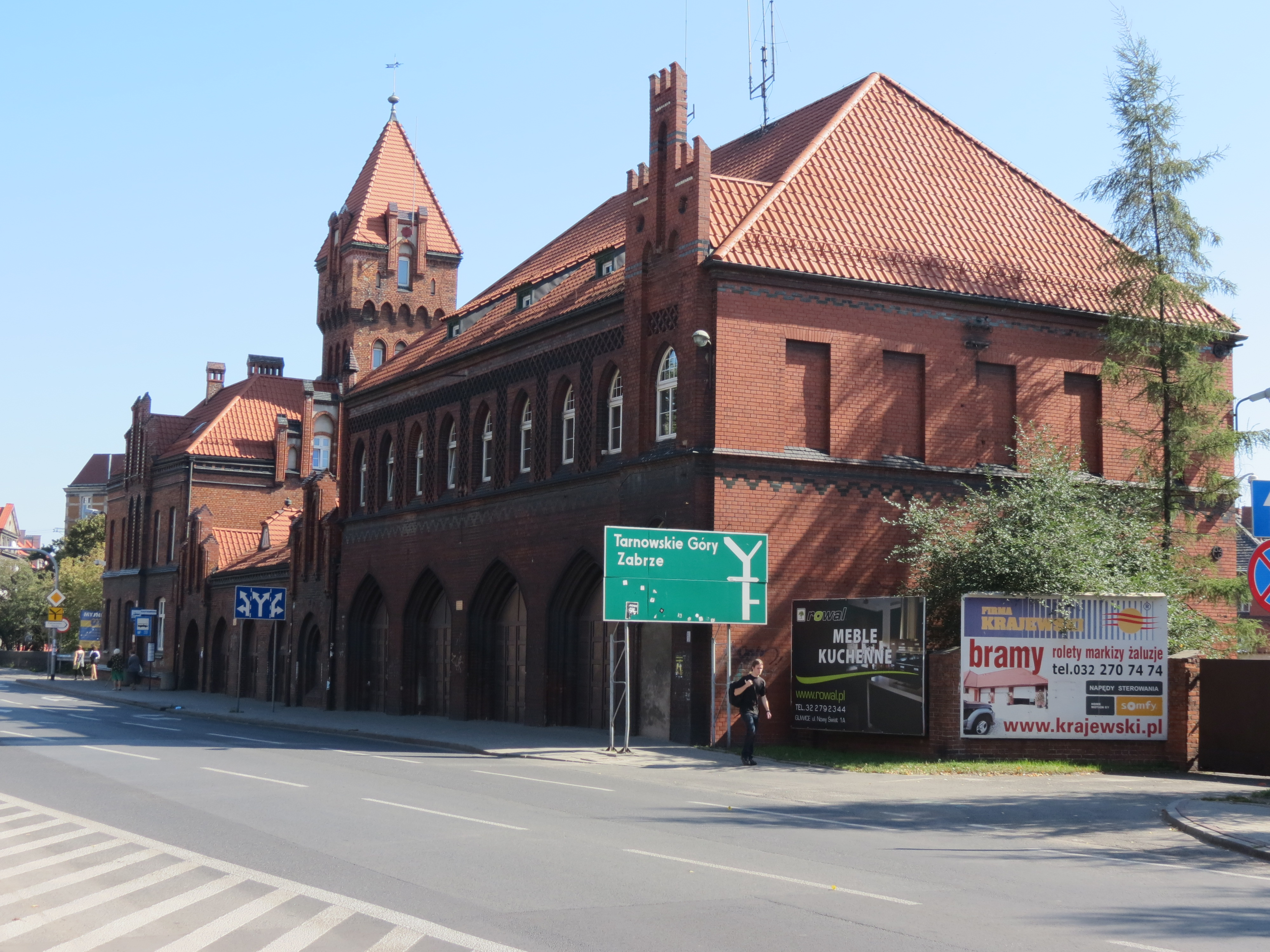
Feuerwehrgebäude in Gleiwitz
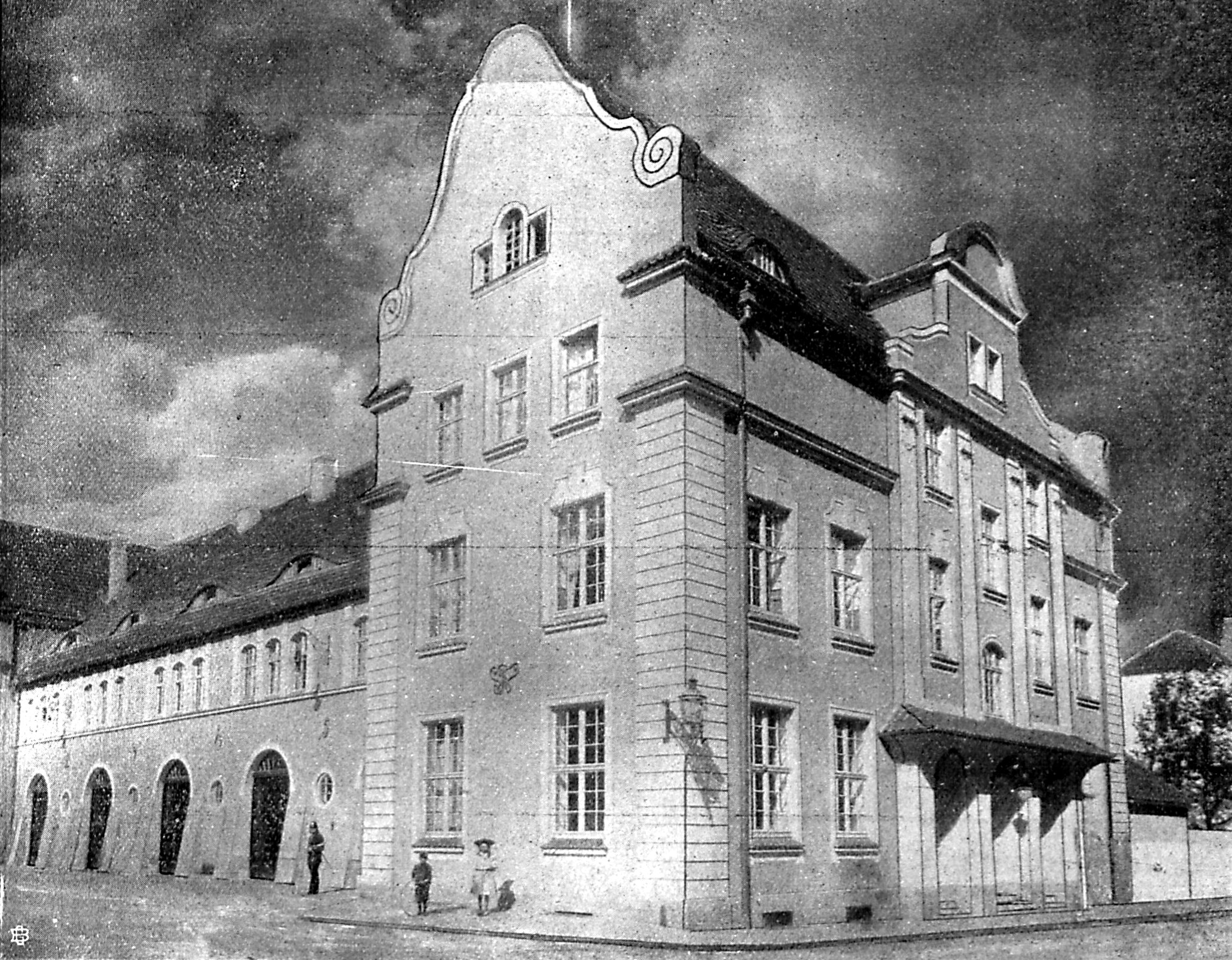
Hauptfeuerwache in Lübeck (1906)
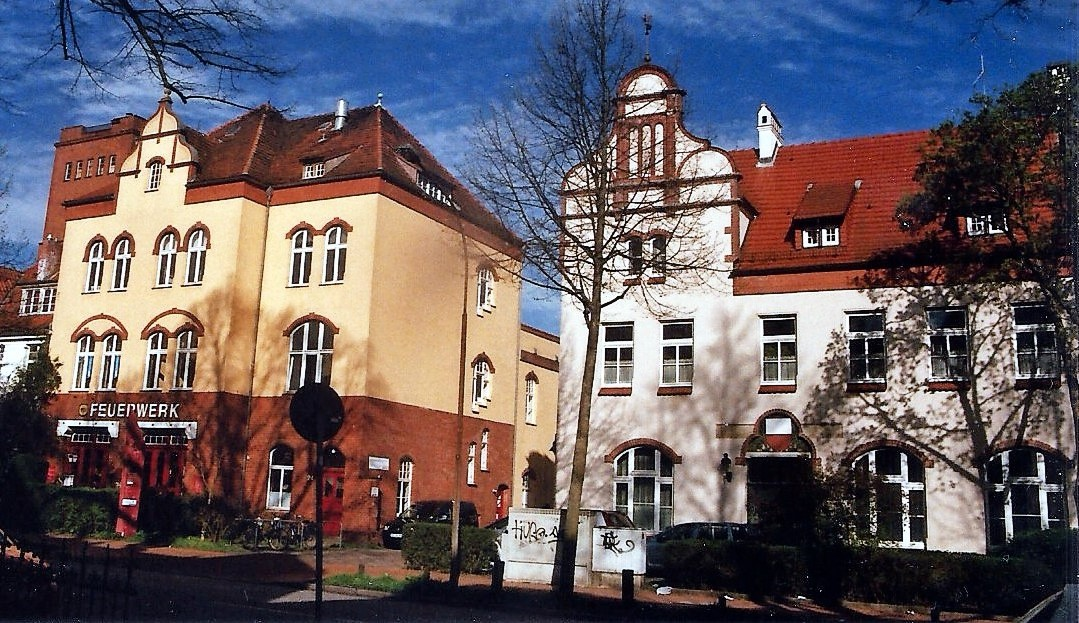
Einstige Feuerwache neben Polizeigebäude in Lübeck
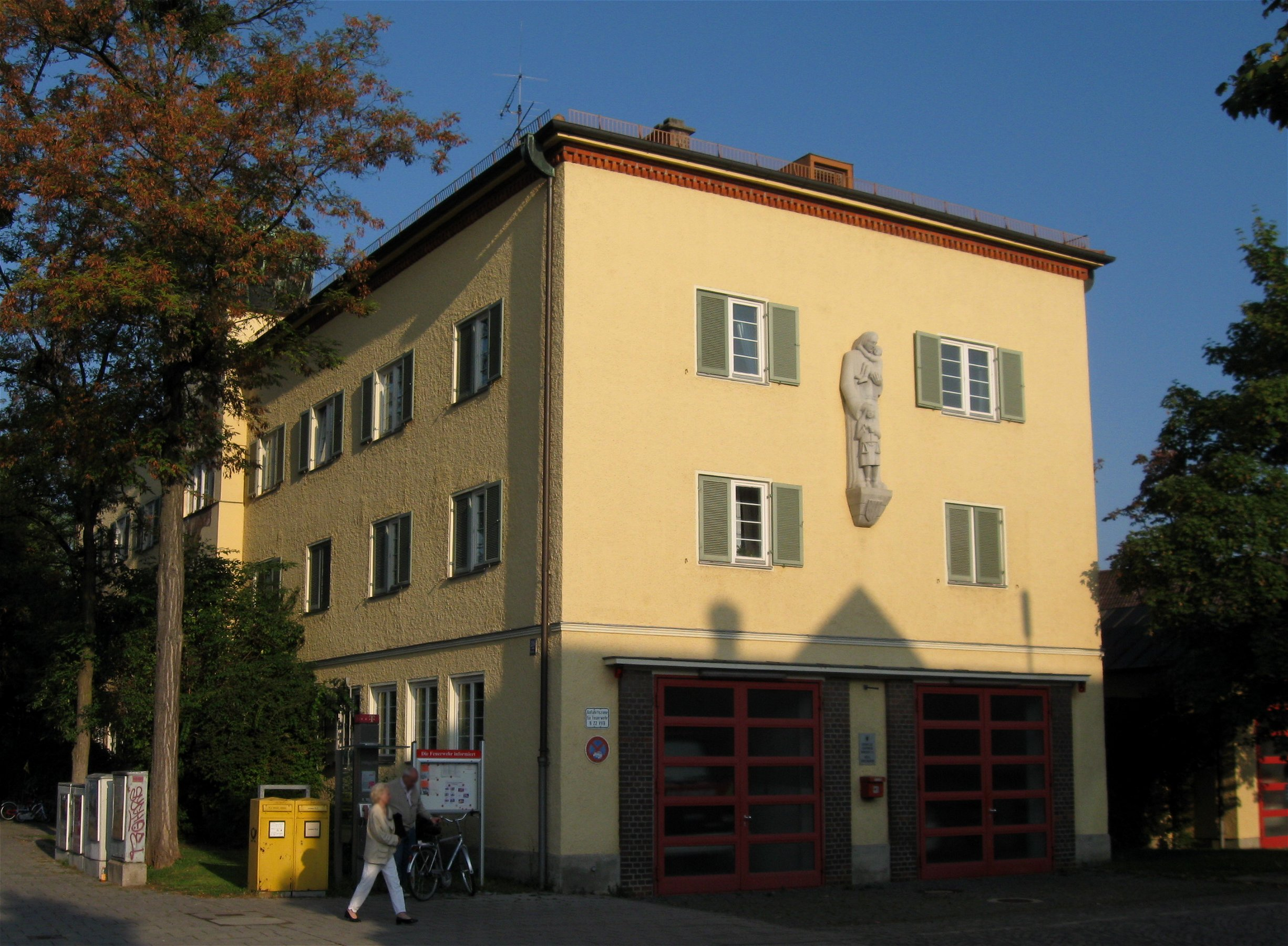
Ehemaliges Rathaus Großhadern mit Feuerwehrhaus der FF München Abt. Großhadern
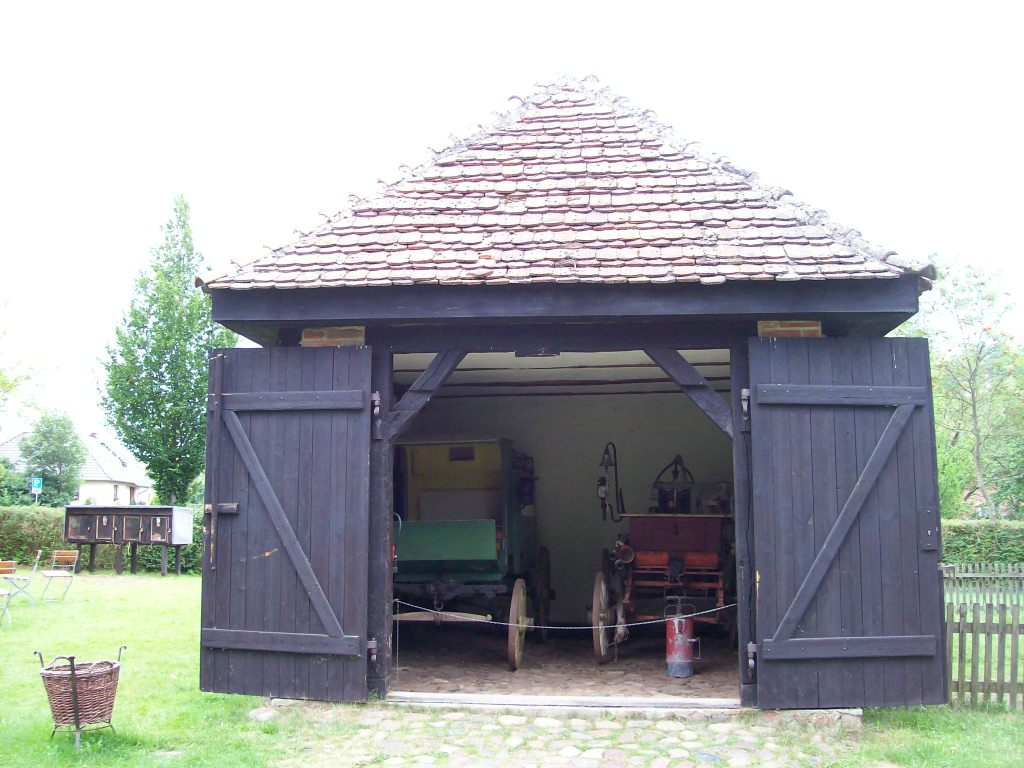
Historisches Spritzenhaus im Freilichtmuseum Klockenhagen
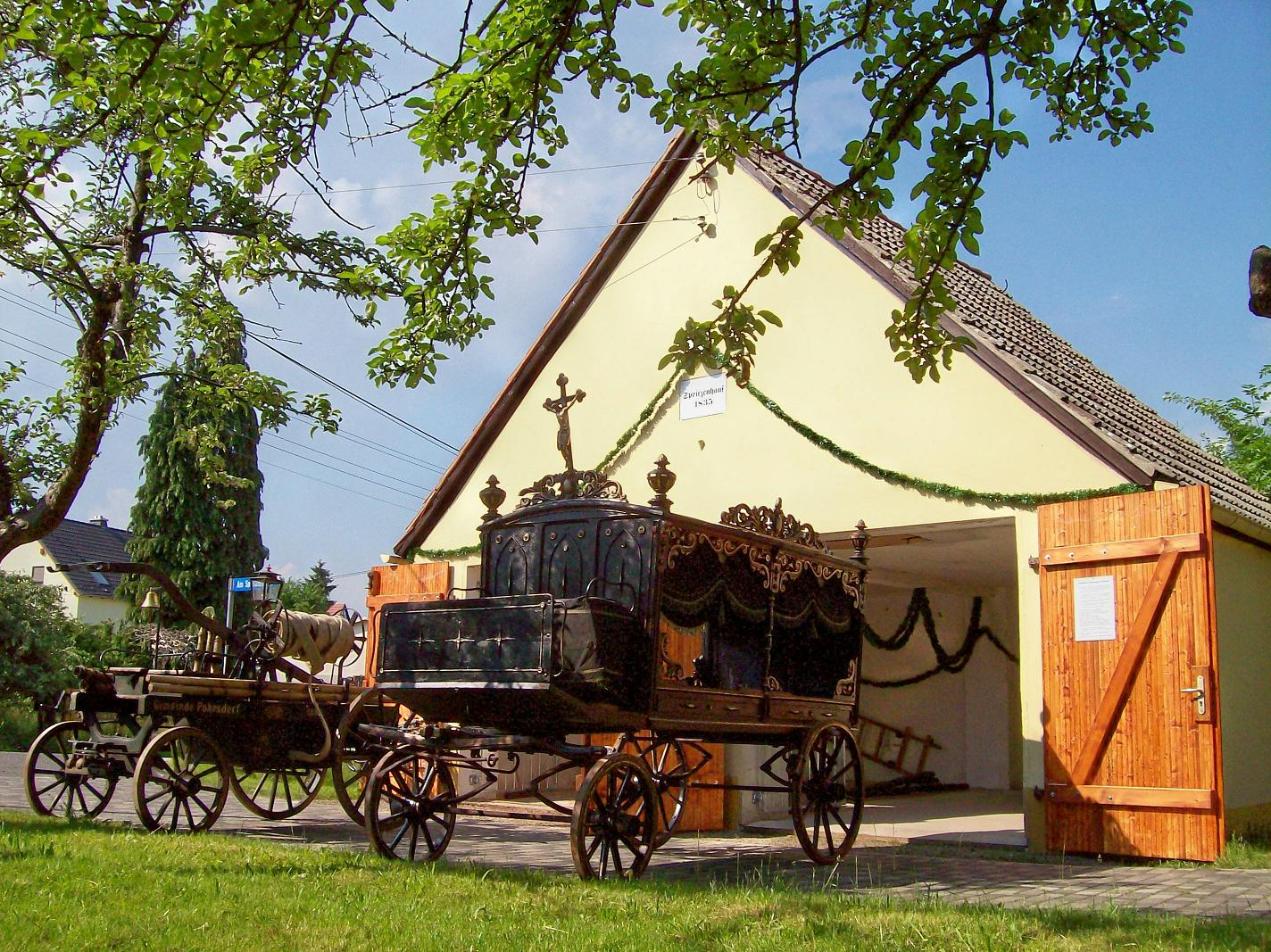
Historisches Spritzenhaus Pohrsdorf bei Dresden
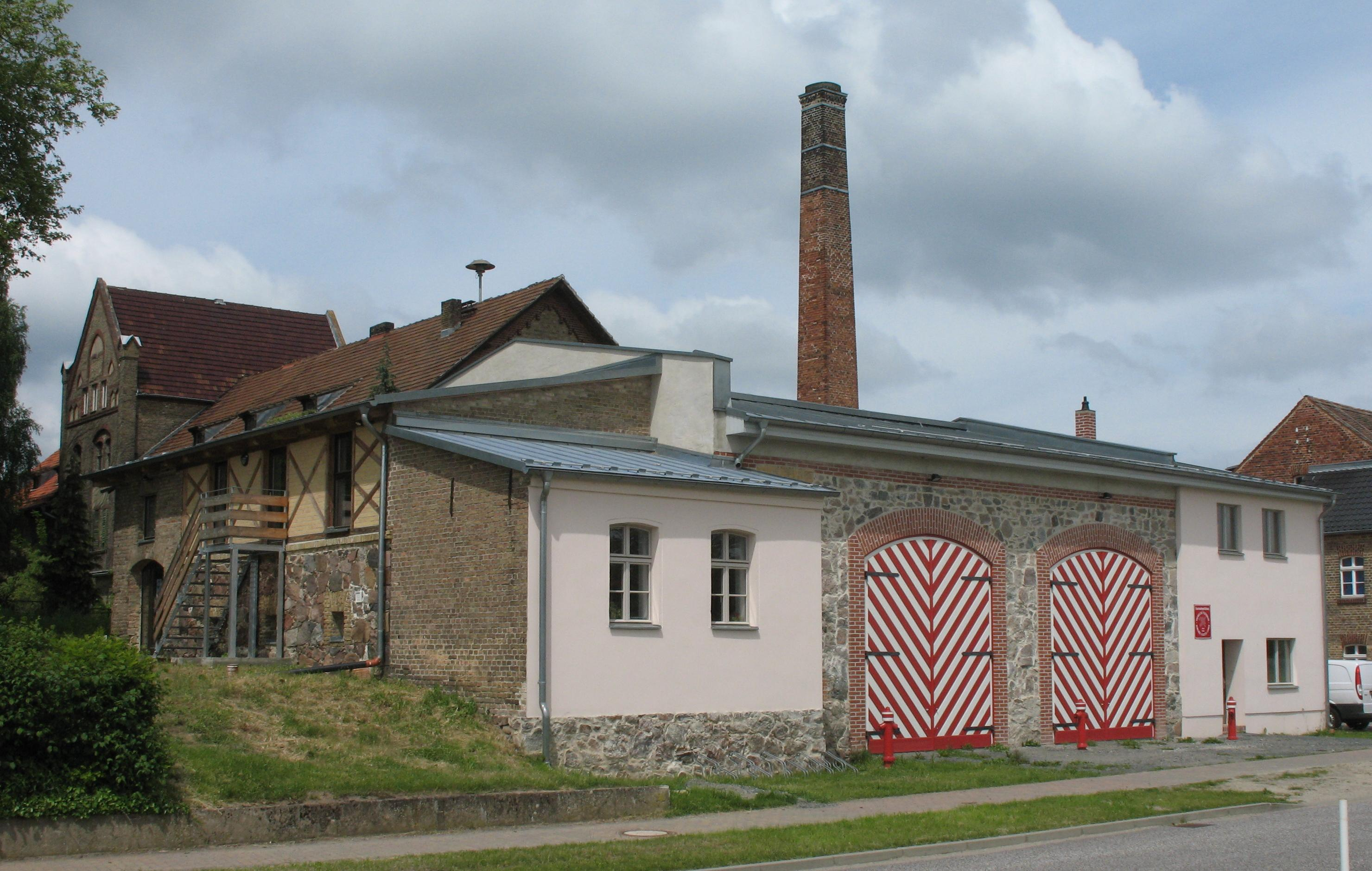
Gutshaus und Feuerwehrhaus in Krahne
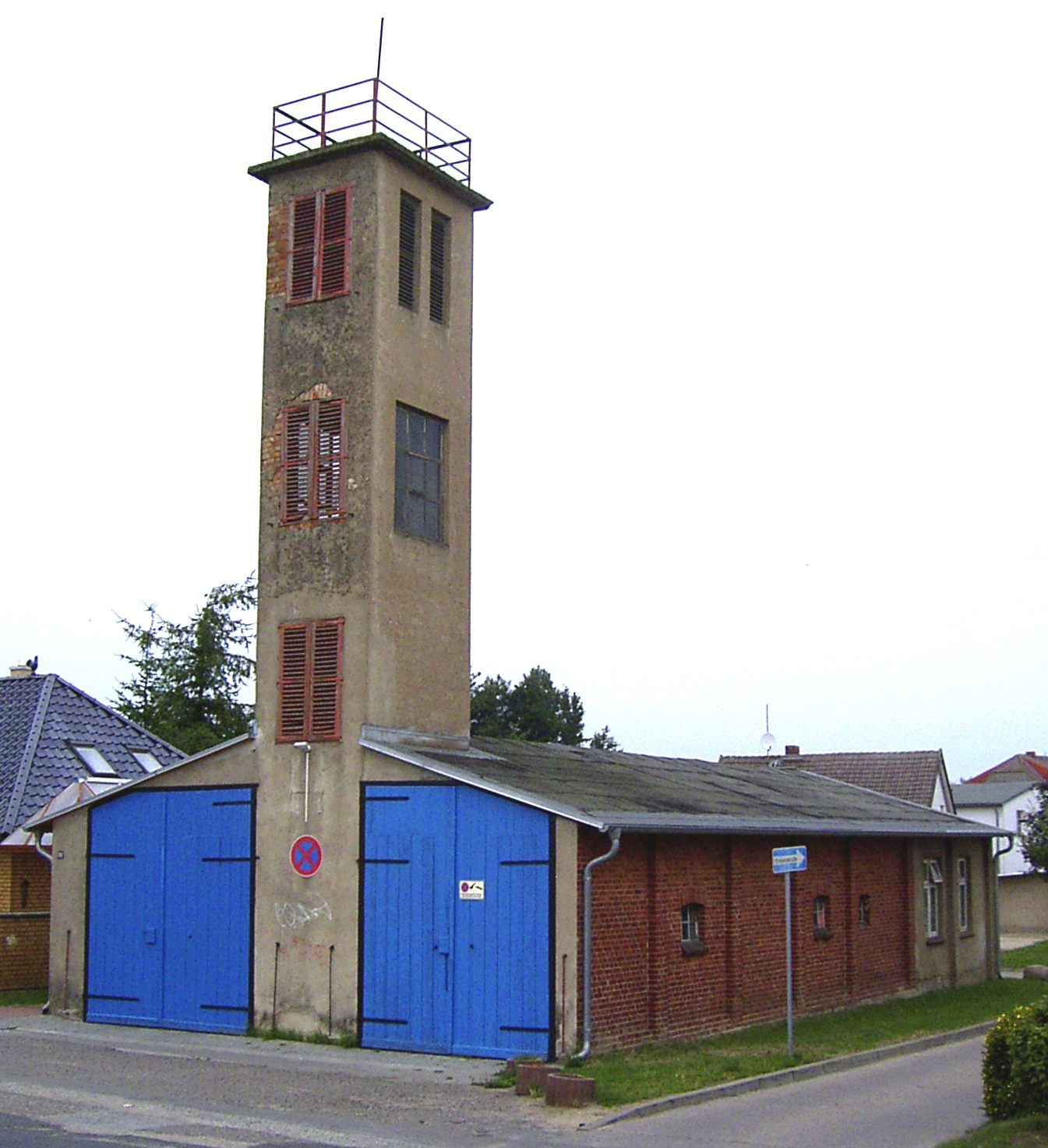
Historischer Geräteschuppen mit Schlauchturm in Arendsee
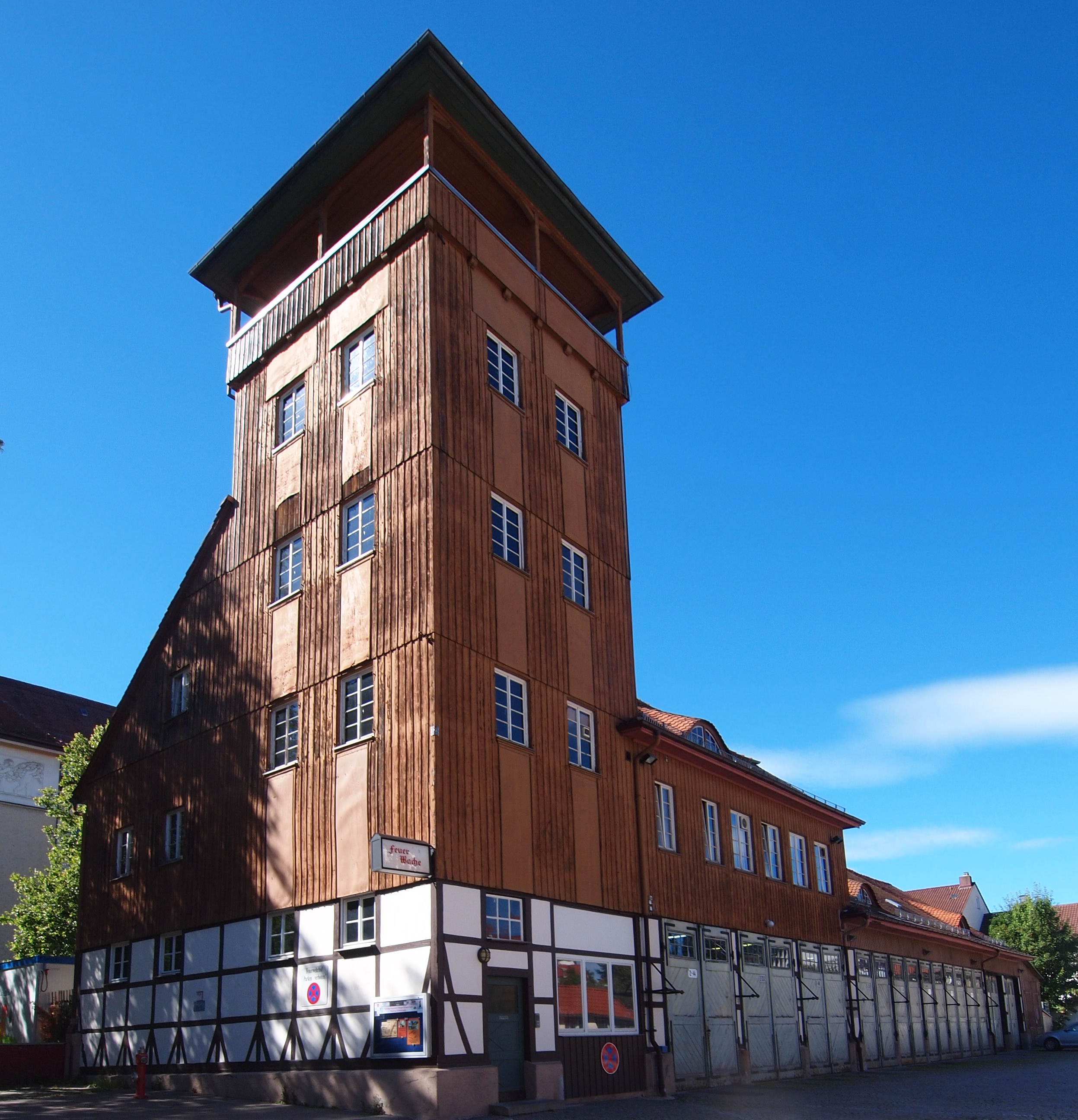
Hölzerne Feuerwache in Schwenningen am Neckar
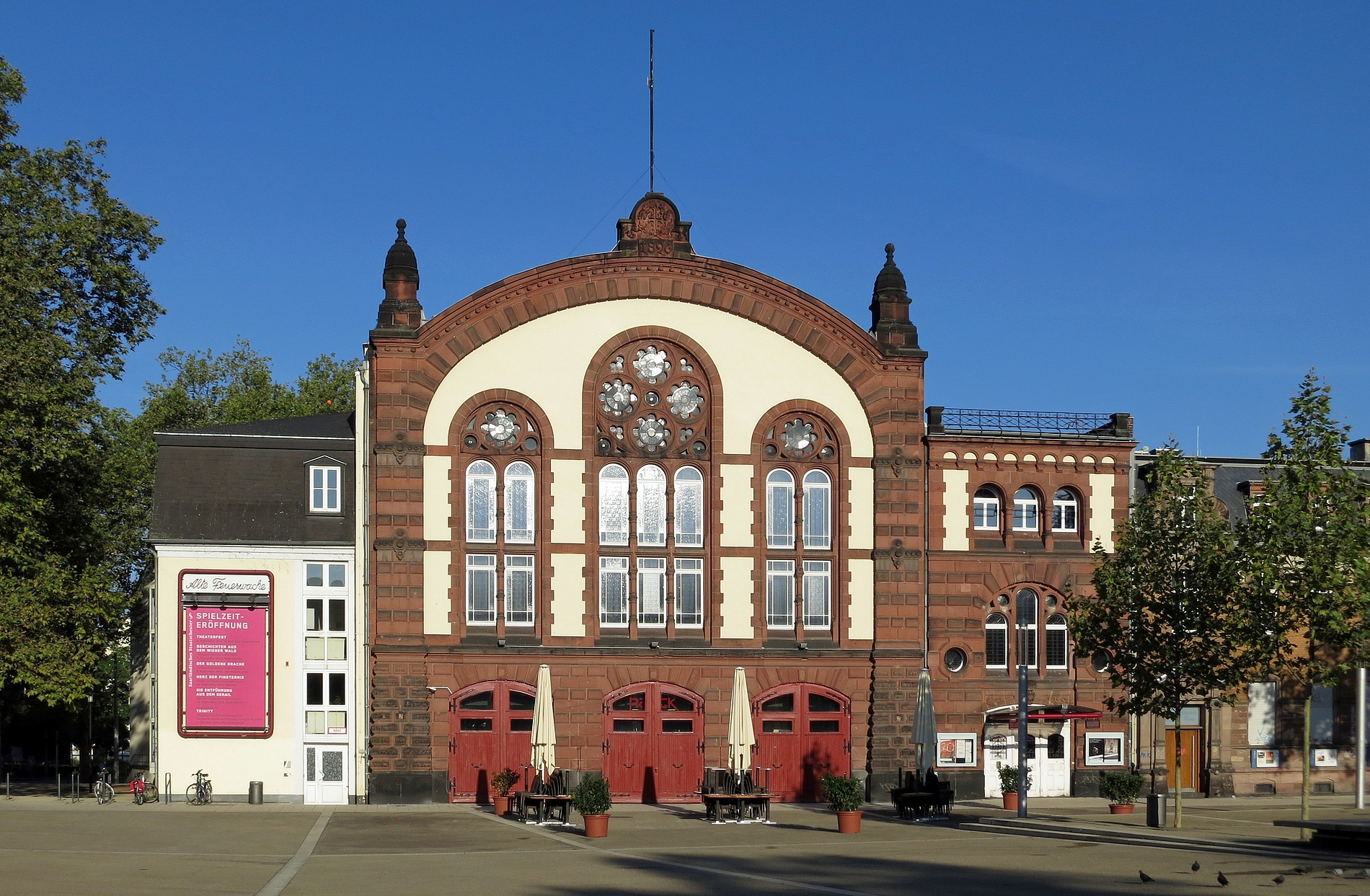
Die Alte Feuerwache in Saarbrücken
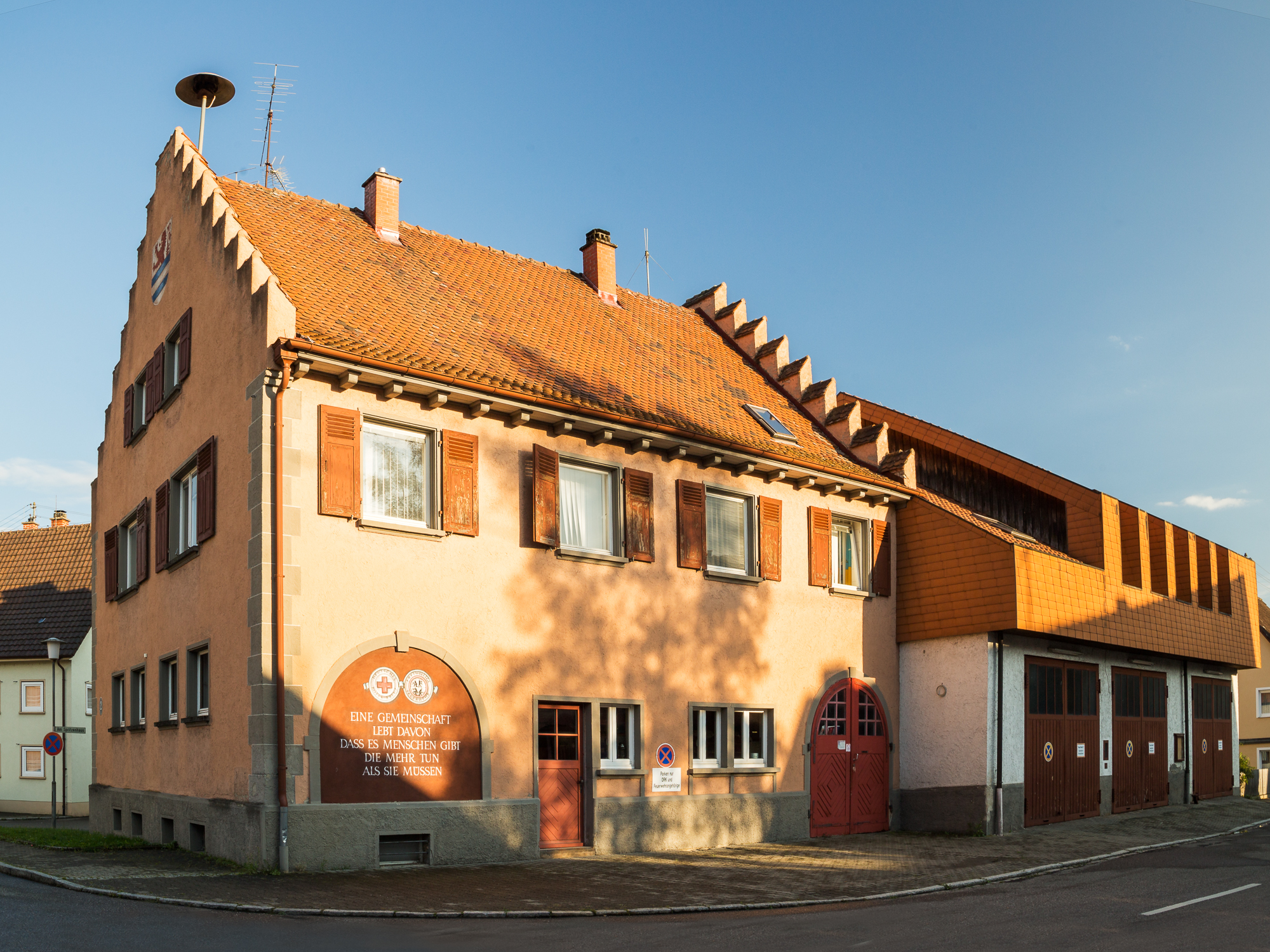
Altes Feuerwehrhaus mit Anbau in Immendingen, Baden-Württemberg
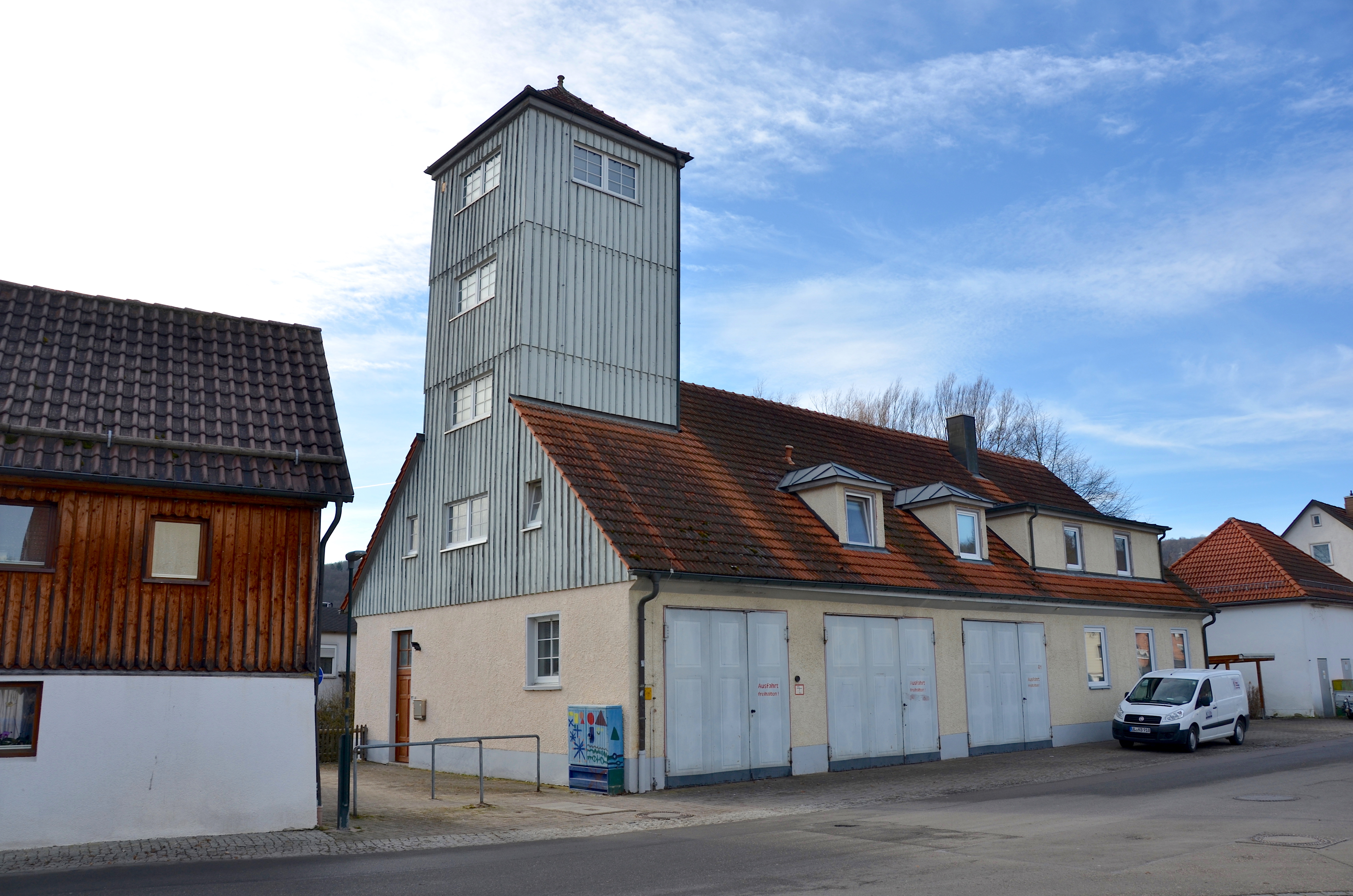
Altes Feuerwehrgerätehaus von 1929 in Schelklingen

Moderne Feuerwehrgebäude
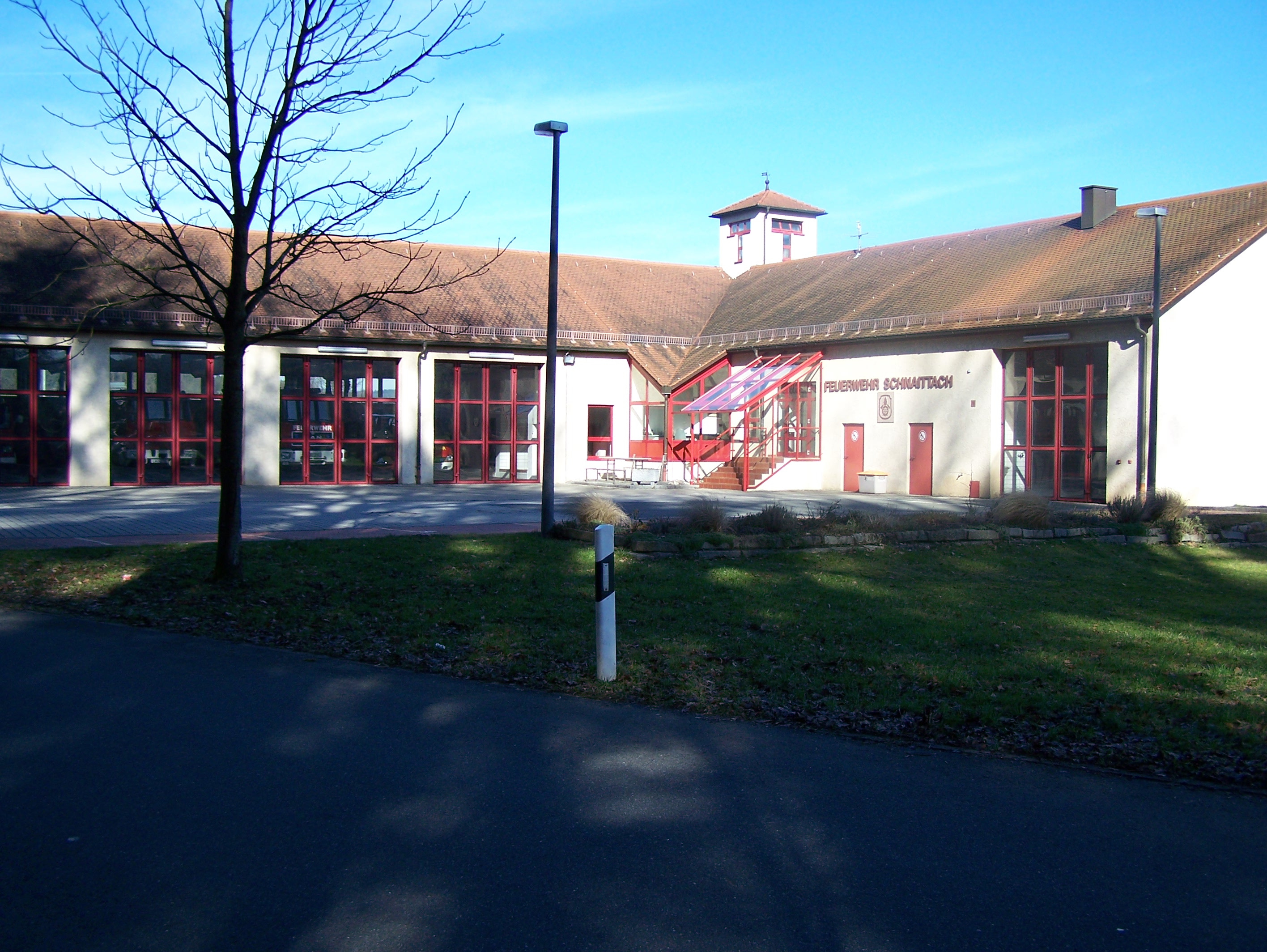
Feuerwehrhaus mit Fahrzeughalle und Schlauchturm in Schnaittach
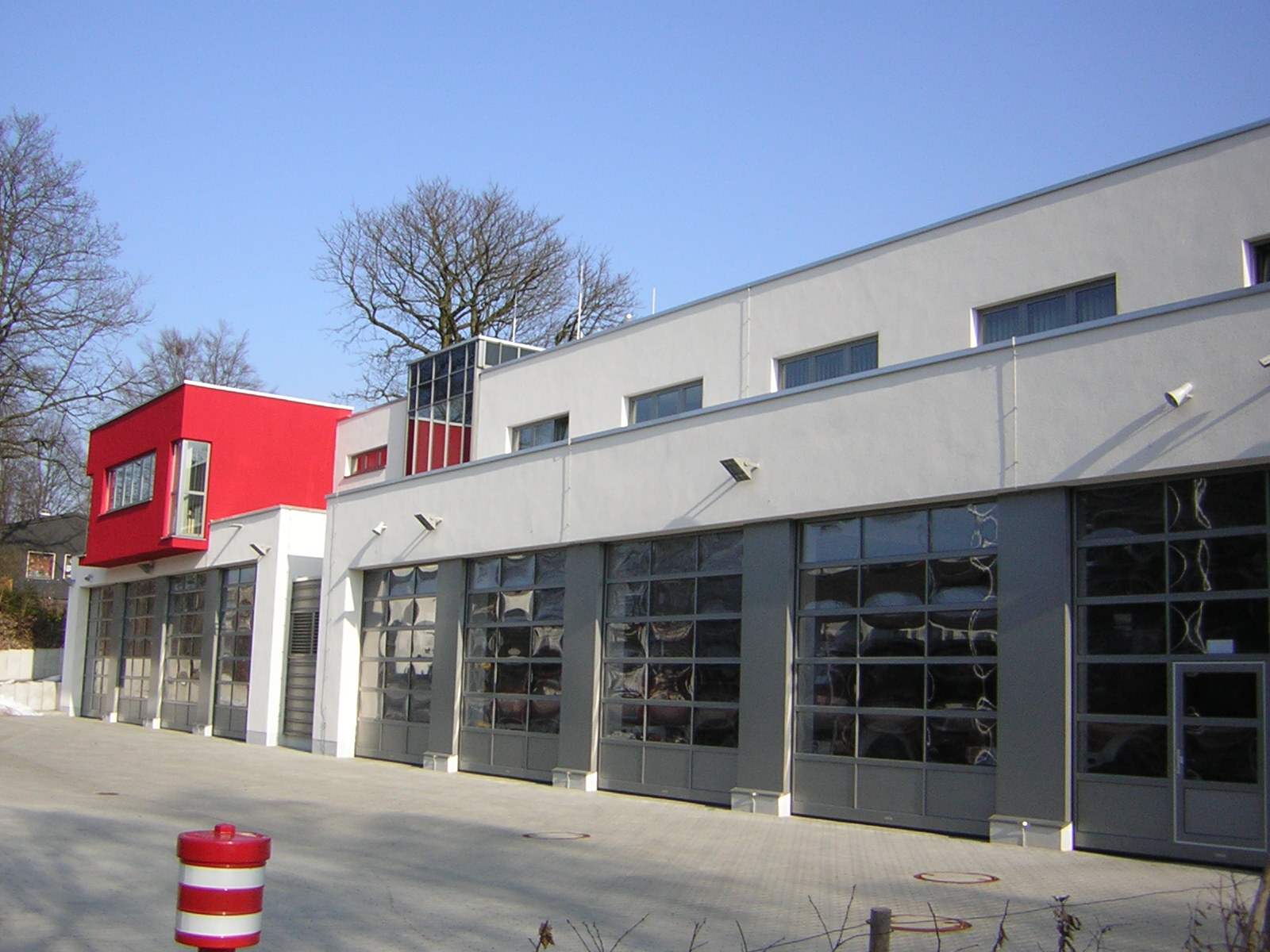
Kleine, moderne Feuerwache der Feuerwehr Wipperfürth
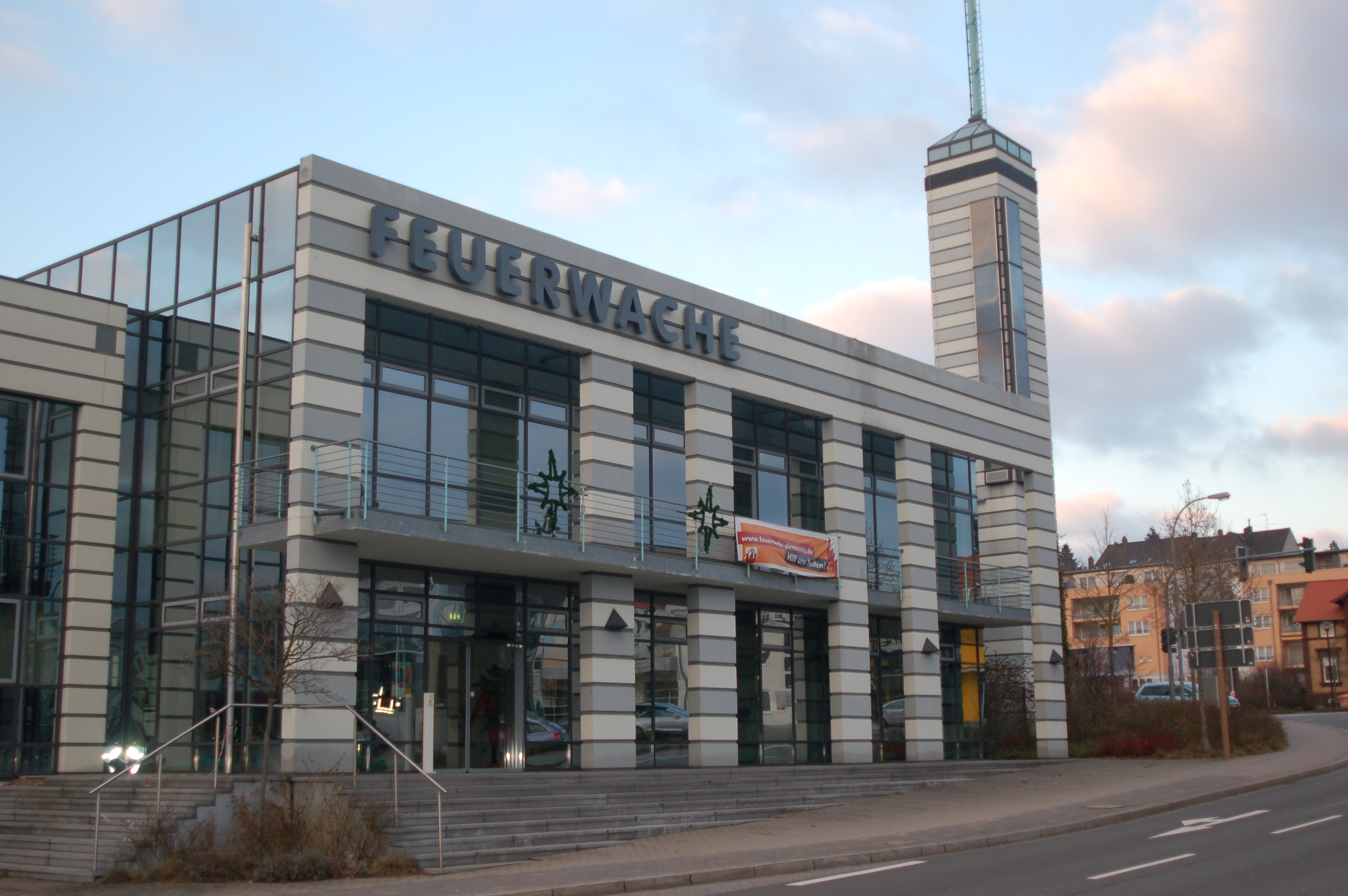
Moderne Feuerwache der Feuerwehr Pirmasens
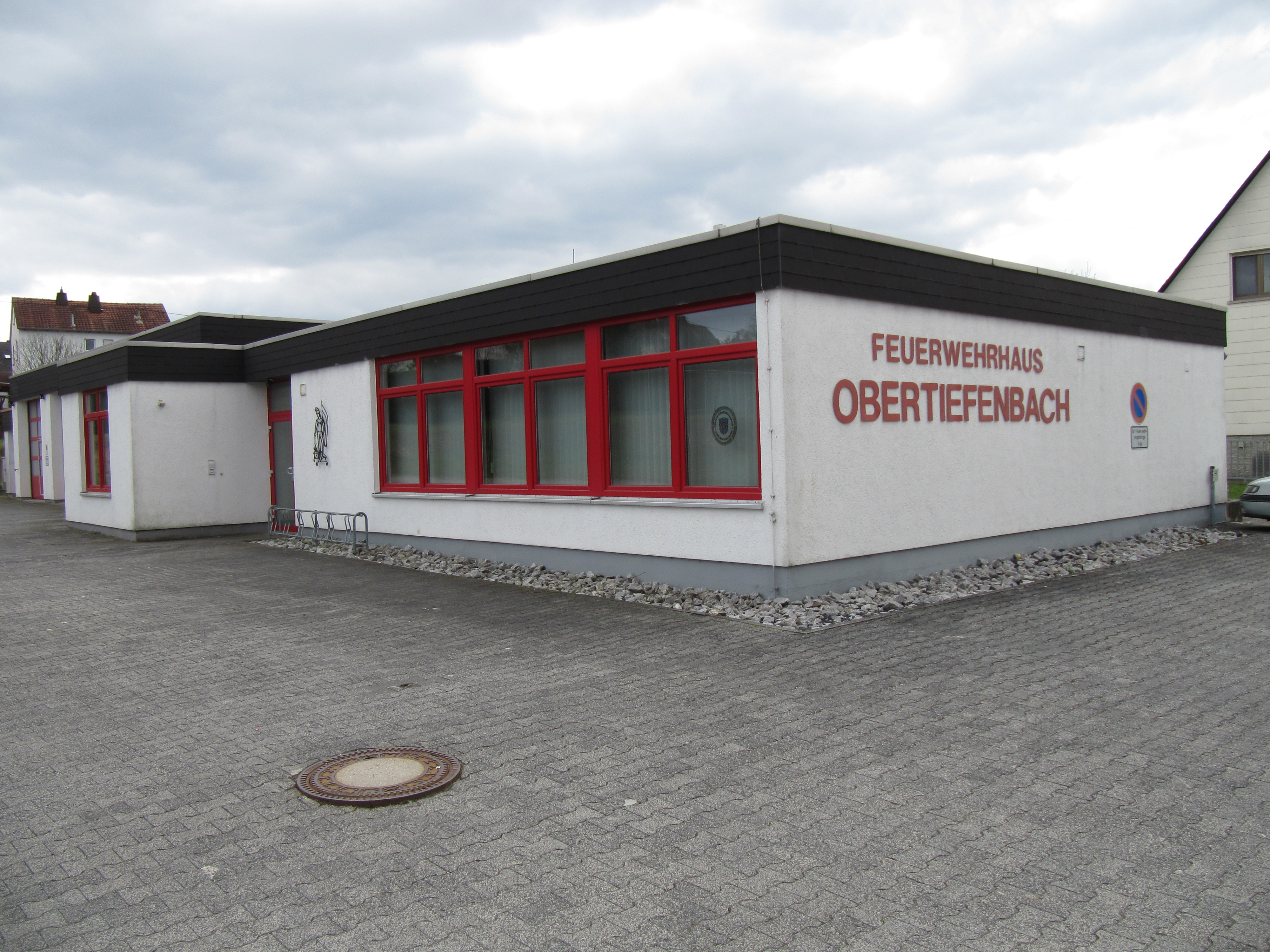
Feuerwehrhaus der FF Beselich-Obertiefenbach
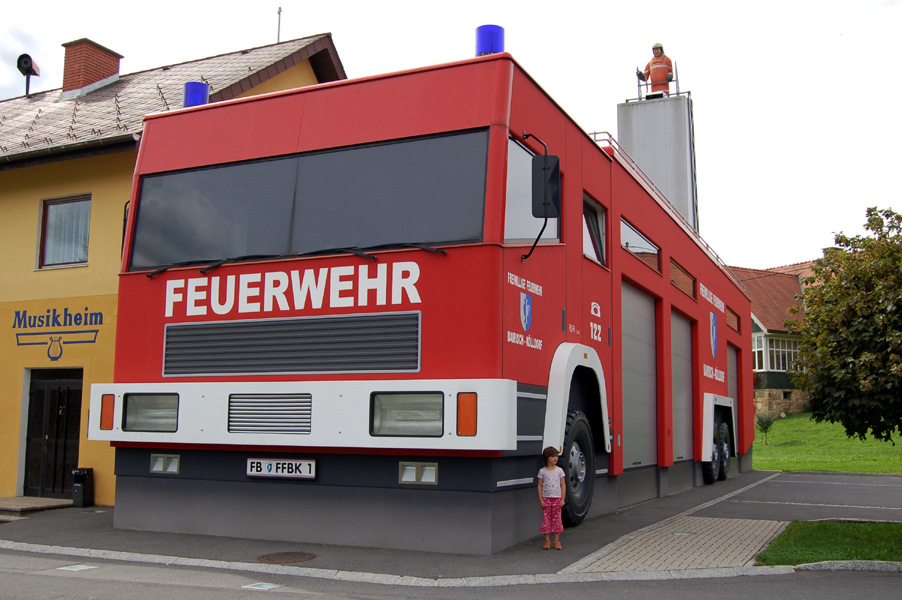
Feuerwehrhaus in Form eines Feuerwehrautos in Bairisch Kölldorf, Steiermark
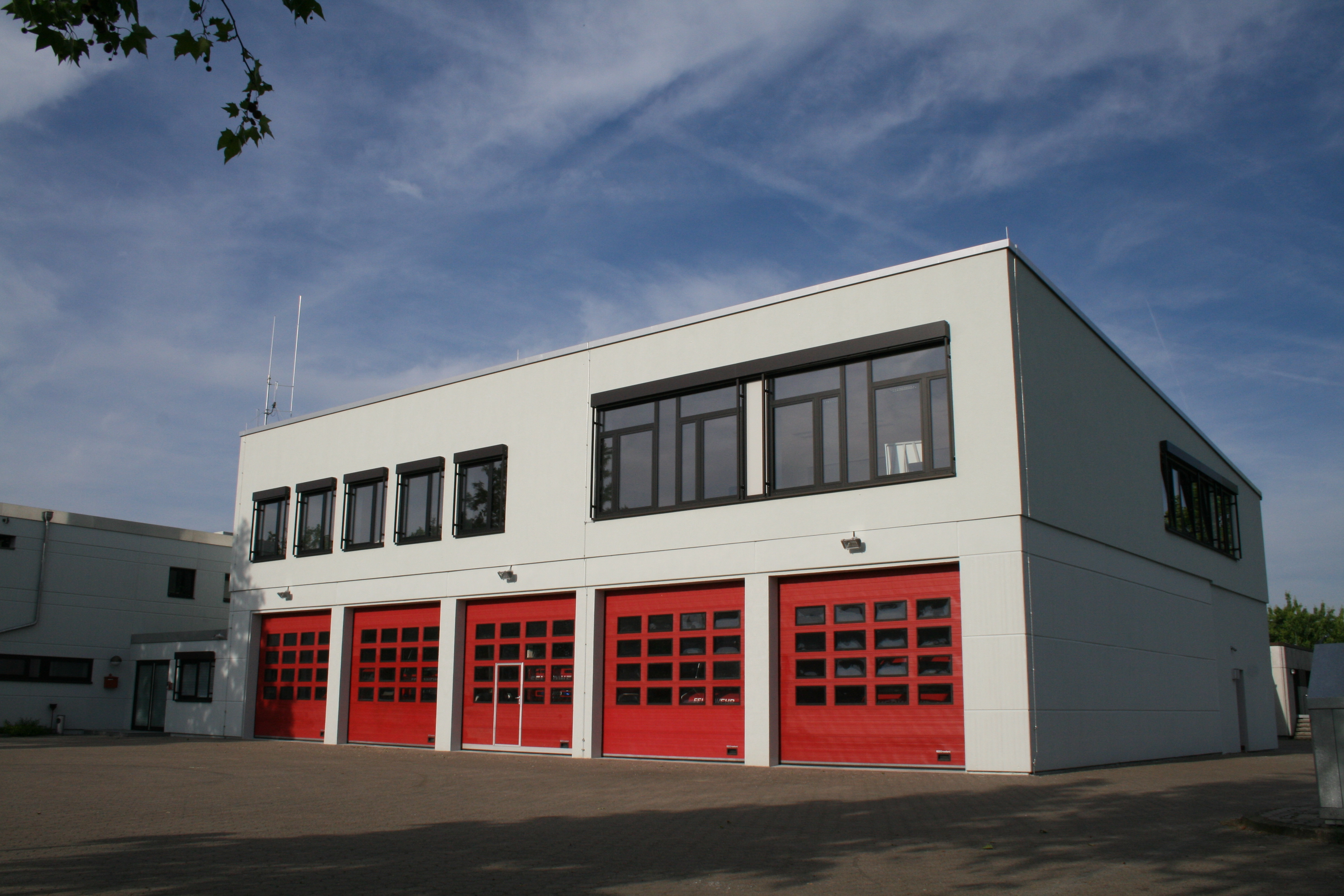
Aufgestocktes und erweitertes Feuerwehrhaus in Erzhausen
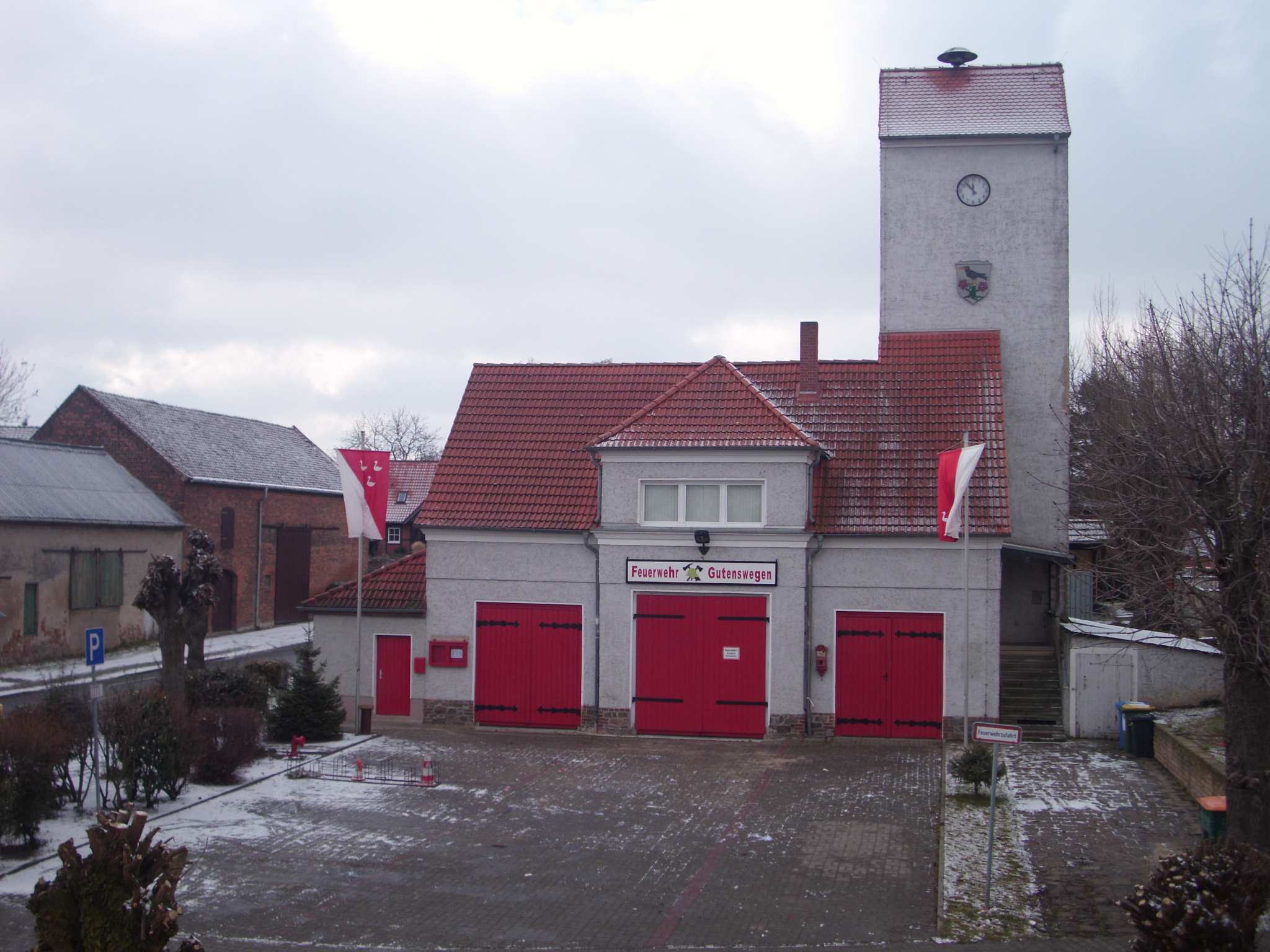
Feuerwehrhaus der FF Gutenswegen mit Schlauchturm und Geräteschuppen
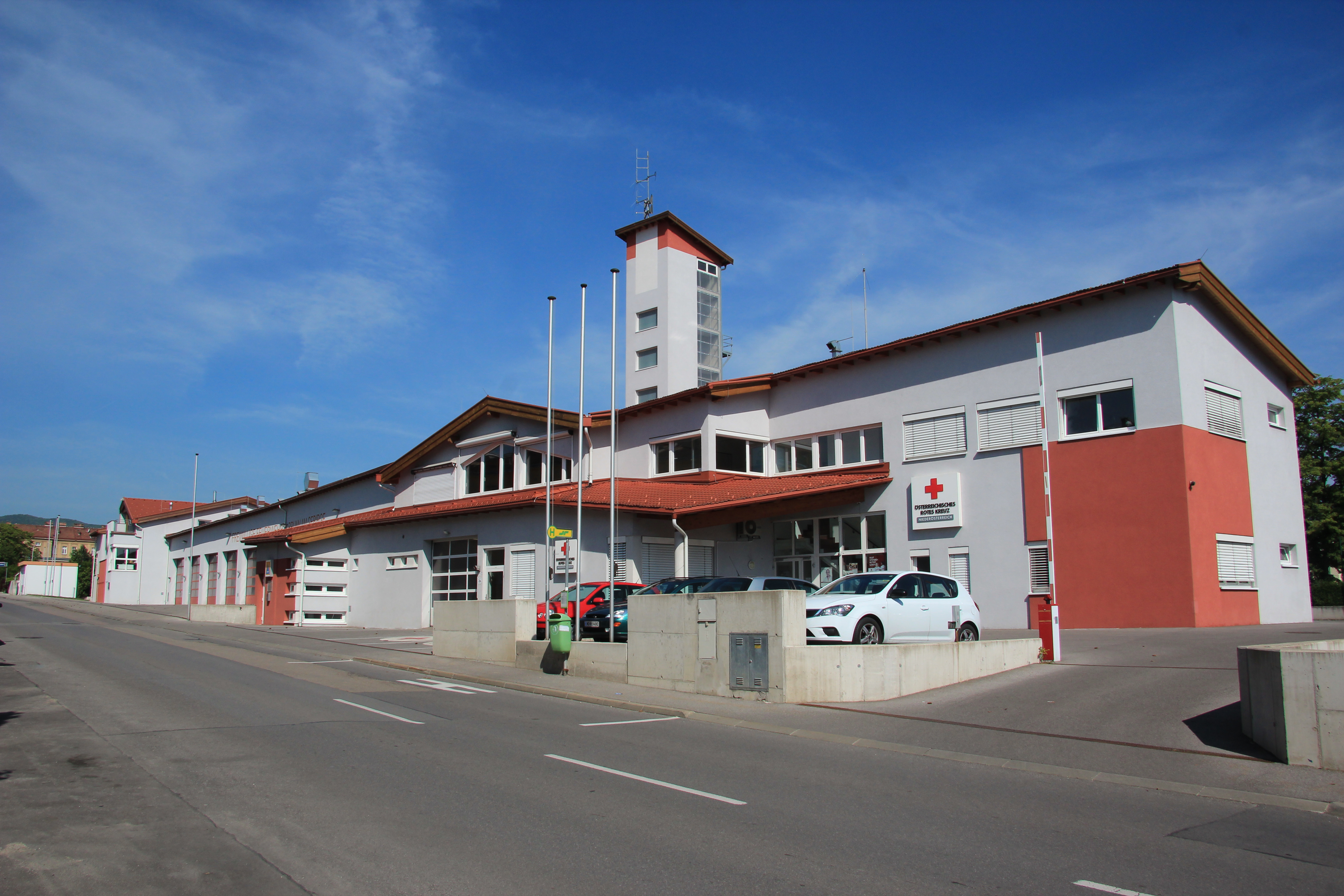
Sicherheitszentrum in Brunn am Gebirge, Niederösterreich
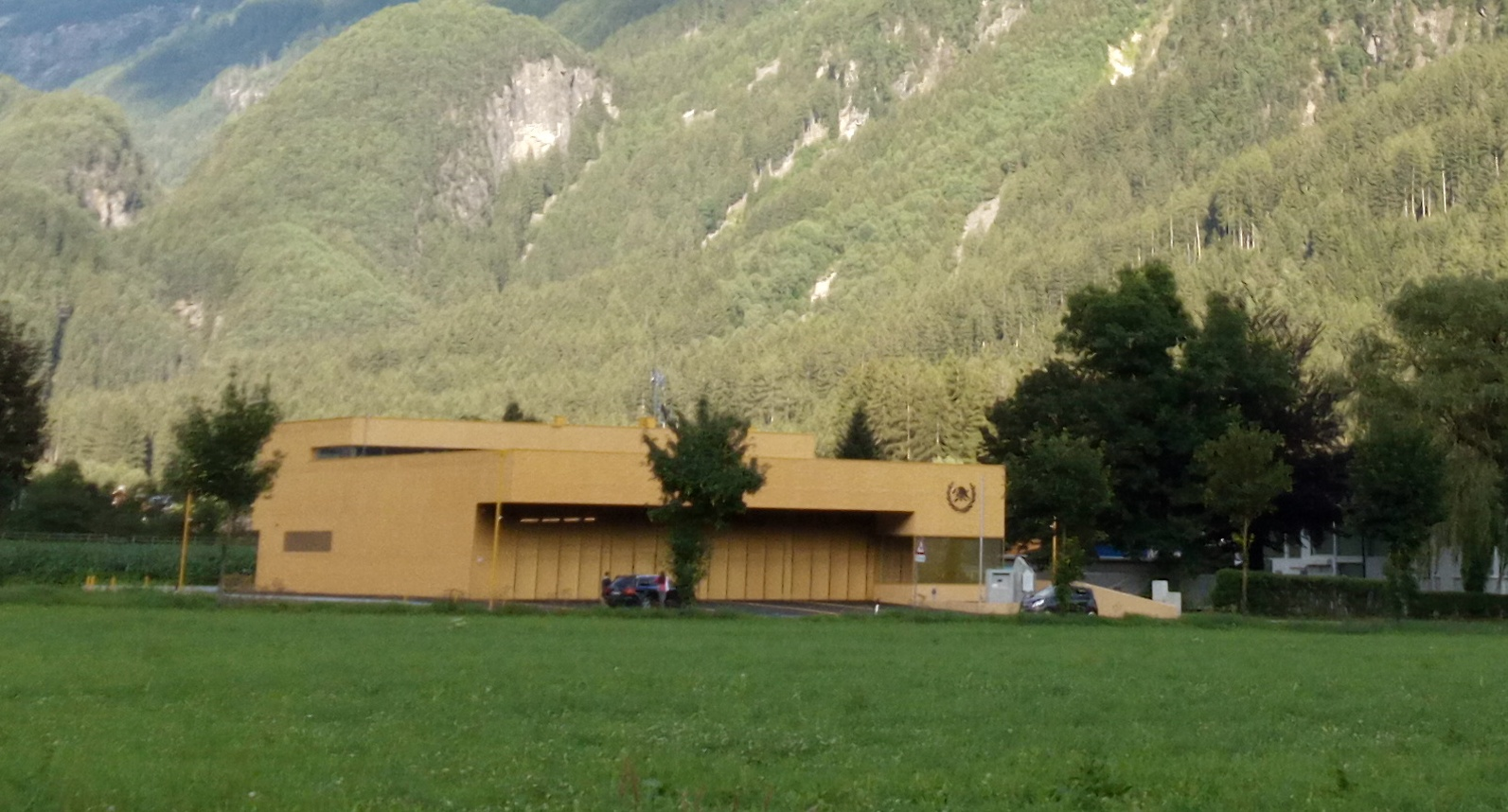
Feuerwehrhalle in Sand in Taufers, Südtirol